# Zastupitelstvo města Třebíče
Zastupitelstvo Třebíče je základní orgán obce, který ji samostatné spravuje. Všechny ostatní orgány obce jsou od zastupitelstva odvozeny (např. volí starostu obce a další členy obecní rady). Obecní zastupitelstvo především odpovídá za dodržování plánu rozvoje obce a za hospodaření s obecním majetkem.
Od roku 2002 má zastupitelstvo města Třebíče 27 členů, do té doby mělo 25 členů. Výkonným orgánem obce je rada obce, členy rady jsou starosta, místostarostové a radní.

## Historický vývoj
Samospráva měst vznikla prozatímním obecním zřízením 20. března 1849, bylo zrušeno poddanství a povinnosti vrchnosti musely přejít na nižší úroveň. Byla svěřena měšťanstvu. Existovala dvojí působnost obcí, přirozená a přenesená; přirozená se zabývala vlastními záležitostmi obce a přenesená nařízeními ze strany státu. Obec měla různé orgány. Obecní výbor byl volen na tři roky, obecní představenstvo (rada obce) pak bylo voleno ze členů obecního výboru. Obecní představenstvo mělo minimálně tři členy, starostu a další nejméně dva členy. Výkonným orgánem byl pouze starosta. V prvních letech fungovalo toto zřízení velmi omezeně, dokonce se v roce 1854 ani nekonaly řádné volby. Nové obecní zřízení pak vzniklo až v roce 1859 a v roce 1862 byl vydán říšský obecní zákoník. Volby se konaly ve třech sborech, kam byli voliči rozděleni dle stejných dílů. V obecním výboru bylo 7 až 30 členů, členy obecního představenstva mohla být maximálně třetina členů výboru.

## Volby do obecního výboru v roce 1850
První volby v Třebíči se konaly v roce 1850, bylo zvoleno 20 členů výboru. Později byl za starostu ze členů obecního výboru zvolen Martin Hassek, v pozicích radních se vystřídalo více členů, byli jimi Václav Hofmann, Karel Fundulus, Alois Hedvábný, Antonín Schober, Karel Müller a František Přibík. Jednání výboru byla vedena v němčině, ačkoli se čtyři členové považovali za Čechy, čtyři za Moravce a zbylí za Němce.

### Výsledky voleb
- Karel Müller (80 hlasů)
- Martin Hassek (59)
- Josef Veselý (44)
- Karel Budischowský (44)
- Josef Krupička (42)
- Jan Křivánek (40)
- Petr Semerád (34)
- Václav Friedel (31)
- Jan Oliva (31)
- Josef Dvořák (30)
- Jáchym Snížek (30)
- Jan Rezek (29)
- Jan Illek (29)
- František Přibík (28)
- Jan Bleckman (27)
- Leopold Weisman (27)[2]

## Volby do obecního výboru v roce 1854
V tomto roce se nekonaly řádné volby, starostou však zůstal Martin Hassek. Byl rekonstruován kostel svatého Martina z Tours a také byl vytvořen nový vchod do kostela a byla tak de facto spojena městská věž s kostelem. Stejně tak byla založeny chlapecká a dívčí škola.

## Volby do obecního výboru v roce 1856
V tomto roce se opět konaly volby, starostou opět zůstal Martin Hassek, ale záhy byl opozičními členy donucen odejít z postu starosty, bylo mu vytčeno, že nedokázal postavit nižší reálku a že se snaží město zadlužit. Spolu s dalšími Čechy tedy odešel, odešli celkem tři Češi, tj. Karel Müller, František Přibík a Martin Hassek, z Čechů pak na radnici zůstal pouze dr. Jan Miloslav Haněl.

## Volby do obecního výboru v roce 1857
Ve volbách v roce 1857 byl jako starosta zvolen Karel Fundulus st., jako radní byli zpočátku zvoleni Václav Hofmann, Antonín Schober st. a Jan Haněl, později však do rady vstoupili ještě Mates Pekárek, Václav Friedl, Alois Hedwábný, Antonín Illek a Ignác Přerovský. Starosta byl zástupcem německé strany a z obav o finance se nepouštěl do velkých rozvojů města, později byl starostou zvolen ještě v letech 1861 a 1864.

### Výsledky voleb
- Karel Fundulus st.
- Martin Hassek
- Karel Müller
- Antonín Přibík
- František Budischowsky
- Petr Novák
- Vincenc Přerovský
- Josef Svoboda
- Josef Přibík
- Matyáš Weigner jr.
- Jan Krupička
- Matyáš Weigner
- Josef Kliment
- Karel Budischowsky
- Jan Rezek (zemřel)
- František Berger
- Jáchym Snížek
- Matyáš Pekárek
- Matyáš Knaus
- Josef Brzkovský
- František Přibík[2]

## Volby do obecního výboru v roce 1861
V únoru 1861 padl bachovský absolutismus a byla vydána nová ústava, byly tak uvolněny poměry a hned 7. září 1861 byla opět založena Měšťanská beseda v Třebíči. Předsedou byl Jan Miloslav Haněl. Německá strana však založila dva spolky, Gesangverein a Turnverein, původně česká Střelecká společnost se přejmenovala na Schützverein. V roce 1862 v Třebíči proběhly nepokoje, kdy před slavností na střelnici byly strhány německé trikolory po městě. Městská rada se také snažila změnit vyučovací jazyk na školách na němčinu.
Starostou byl opět zvolen Karel Fundulus st.

## Volby do obecního výboru v roce 1864
Byly to volby podle nového volebního systému, stále však existovaly tři volební sbory, první byl téměř čistě německý, druhý byl poměrně rozdělen mezi Čechy a Němce a ve třetím měli převahu Češi. Starostou byl opět zvolen Karel Fundulus st.

## Volby do obecního výboru v roce 1867
V tomto roce se voleb účastnilo 917 voličů, v prvním sboru bylo 59 voličů, v druhém 116 voličů a ve třetím 739 voličů. Německá strana chtěl získat starostu pro sebe, navrhovala tak rozdělení voličských sborů, aby kompromisně získala více členů. Volby proběhly 9. až 11. srpna 1867. Češi pak ve volbách zvítězili, právě proto, že na kompromis nepřistoupili. Starostou byl zvolen Ignác Přerovský, radními se stali František Müller, Jan Miloslav Haněl, Antonín Jelínek, František Berger, Jan Přibík a Jindřich Slabý. František Müller byl zvolen jako první místostarosta, také předsedal chudinské komisi a byl členem komise stavební, Jan Haněl pod sebou měl komise školskou a nemocnici. Jindřich Slabý pak zodpovídal za hospodářství města (stavby, mosty, movitý majetek …), Jan Přibík zodpovídal za městské pozemky a nájemce pozemků, František Berger odpovídal za policejní záležitosti a na dodržování stavebního řádu, Antonín Jelínek také zodpovídal za policejní záležitosti, staral se však o ochranu zdraví a majetku. Vítězství Čechů v obecních výborech bylo v tu dobu velmi ojedinělé, podobně se to povedlo pouze v Prostějově. Dne 9. listopadu 1867 byl schválen nový jednací řád, který již byl veden v češtině.

### Výsledky voleb

#### Prvním sbor
- Karel Budischowský (43 hlasů)
- Karel Fundulus, kupec (33)
- dr. František Růžička, advokát (29)
- Antonín Schober (29)
- Alois Hedvábný (29)
- Eduard Thomerl (26)
- Václav Friedl (26)
- Pavel Böhm (25)
- Karel Krawany (25)
- Antonín Illek, sklenář (24)

#### Druhý sbor
- Ignác Přerovský, obchodník se sukny (54)
- Jan Přibík, kupec (51)
- Karel Moll, mlynář (48)
- Jindřich Slabý, kupec (47)
- František Berger, jirchář (46)
- Matěj Svoboda, soukeník (46)
- Petr Novák, jirchář (46)
- Antonín Jelínek, obuvník (45)
- Ignác Gruner, postřihač (45)
- František Knaus, stolař (44)

#### Třetí sbor
- Alois Hassek, továrník (157)
- František Müller, koželuh (156)
- Josef Papírník, tkadlec (155)
- dr. Jan Haněl, lékař (155)
- Petr Syrový, obuvník (155)
- Josef Šlachta, klempíř (153)
- František Maurer, obuvník (152)
- Jan Jelínek, řídící učitel (149)
- Emanuel Jaroš, kovář (146)
- Ignác Stumpfe, statkář (111) – nenastoupil do výboru, místo něj nastoupil Karel Kříž[2]

## Volby do obecního výboru v roce 1870
Volby se konaly od 20. do 22. srpna, německá strana se voleb na protest nezúčastnila. V prvním sboru volilo 27 z 60 voličů, ve druhém 68 z 124 a ve třetím 146 z 795. Starostou byl opět zvolen Ignác Přerovský, a to naprostou většinou hlasů, pouze on hlasoval jinak. Radními byli zvoleni František Müller (první místostarosta), Petr Novák, Jan Krupička, Jan Miloslav Haněl, Jan Přibík a Jindřich Slabý. František Müller byl zástupcem starosty, Jan Haněl zodpovídal nadále za nemocnici, Jindřich Slabý za finance, Jan Přibík za městské pozemky, Petr Novák za policejní záležitosti, Jan Krupička dohlížel na ostatní policejní potřeby. Jan Přibík později rezignoval a jeho povinnosti převzal Petr Novák. Poté nastoupil Edvard Sovák a zodpovídal za policejní záležitosti.
V tuto dobu mělo město finanční problémy, přesto došlo k jeho rozvoji; byla založena Městská spořitelna a Občanská záložna. Také byl vybudován Národní dům v domě čp. 58 na Karlově náměstí. Dne 14. srpna 1871 pak bylo také zřízeno Gymnázium Třebíč. Zastupitelstvo ukončilo svou činnost na pokyn vyšší moci, kdy Pavel Böhm podal žádost o zrušení zastupitelstva k rukám místodržitelství. Zastupitelstvo bylo rozpuštěno 17. června 1783. Město  pak vedla správní komise.

### Výsledky voleb

#### První sbor
- Josef Pelikán (26 hlasů), okresní sudí
- dr. Jan Kafka (26), advokát
- dr. Karel Kříž (26), právník
- Josef Oliva (27), hostinský
- Jan Krupička (26), měšťan
- František Berger (27), jirchář
- Bohdan Smrž (27), jirchář
- František Kraus (27), mlynář
- Arnošt Männchen (23), jirchář
- František Papirník (22), obuvník

#### Druhý sbor
- Ignác Přerovský (65), obchodník
- Jan Přibík (65), obchodník
- Karel Moll (65), mlynář
- Jindřich Slabý (64), obchodník
- Petr Novák (62), jirchář
- Antonín Jelínek (62), obuvník
- Ignác Gruner (64), postřihač
- Ignác Moučka (63), obchodník
- František Knaus (59), stolař
- Edvard Sovák (55), obchodník

#### Třetí sbor
- Alois Hassek (146), koželuh
- František Müller (146), koželuh
- Josef Papirník (139), měšťan
- dr. Jan Haněl (146), lékař
- Petr Syrový (141), obuvník
- Josef Šlachta (146), klempíř
- František Maurer (146), obuvník
- Jan Jelínek (146), učitel
- Emanuel Jaroš (143), měšťan
- Ignác Stumpfe (143), stavař[2]

## Volby do obecního výboru v roce 1873
Volby v roce 1873 se konaly v listopadu a uvádí se jako zmanipulované. Byly zlikvidovány volební listiny a volební seznamy, zůstaly pouze seznamy volebních výsledků. Někteří z voličů, kterým nebylo umožněno volit, se obrátili před volbami se stížností na moravské místodržitelství. V prvním sboru volilo 25 ze 45 voličů, v druhém 105 z 135 voličů a ve třetím 298 z 857. Starostou byl zvolen Karel Fundulus ml., ten v té době byl s dědictvím po otci již velkopodnikatelem a tak se o dění na třebíčské radnici nezajímal, prakticky veškerou činnost za něj vykonával jeho zástupce Pavel Böhm. Dalšími radními pak byli zvoleni Anton Semerad, Karl Krawany, Anton Illek, Eduard Přerovský a Václav Friedel. Pavel Böhm byl zástupcem starosty (a byl značně neoblíbený pro svoji povahu), Karl Krawany zodpovídal za nemocnici, Anton Illek zodpovídal za pozemky města, Eduard Přerovský zodpovídal za finance a Václav Friedel zodpovídal za chudé.
Představitelé Gymnázia Třebíč se obávali o jeho další činnost, němečtí zastupitelé prohlašovali, že výdaje na jeho provoz jsou vynaloženy zbytečně. Gymnázium však bylo přeměněno na německé s českými paralelními třídami. Stejně tak byly měněny i nižší školy, stejně jako zakládány nové s německým hlavním jazykem. V roce 1873 také Třebíč zasáhl velký požár, kdy celkem shořelo 123 domů a škoda dosáhla 354 tisíc zlatých.

### Výsledky voleb

#### První sbor
- Karel Fundulus, ml. (25 hlasů)
- František Budischowsky (25)
- Antonín Semerád (25)
- Edvard Přerovský (25)
- Karel Barichar (25)
- Antonín Illek (25)
- Václav Friedel (25)
- Josef Hamiak (25)
- Matyáš Mentzel (25)
- Jan Budischowsky (25)

#### Druhý sbor
- Karel Krawany (69)
- Eduard Biber (68)
- Jindřich von Rottenberger (68)
- Pavel Böhm (68)
- Benedikt Kalleb (66)
- Rudolf Brzkovský (66)
- Martin Stanieck (65)
- Vincenc Werner (65)
- František Kaňka (64)
- Jindřich Lihař (64)

#### Třetí sbor
- Ignác Přerovský (213)
- Karel Kříž (211)
- Alois Hassek (211)
- František Müller (211)
- Josef Šlachta (209)
- Jan Haněl (209)
- Jan Kubeš (209)
- Edvard Sovák (206)
- Josef Papírník (204)
- Jindřich Slabý (211)

## Volby do obecního výboru v roce 1876
V roce 1876 se pro změnu nezúčastnili čeští voliči. Pavel Böhm v této době ani nesvolával městskou radu a vládl v podstatě z absolutistické pozice. Nicméně, také se zlepšovala pozice českých zastupitelů. V prosinci téhož roku se konala schůzka v Národním domě, kde se probírala lenivost české strany a také nevhodné chování Pavla Böhma, ten byl kromě jiného nařčen ze zpronevěry veřejných peněz. V roce 1877 pak vznikl Hotel Habsburg, ten se stal de facto sídlem německé strany.

### Výsledky voleb

#### První sbor
- Václav Friedel (29), obchodník
- Josef Hannak (29)
- Izák Subak (29), obchodník se střižným zbožím
- Franz Kaňka (29), obchodník
- Arnošt Männchen (29), jirchář
- Abraham Polatschek (29), obchodník s obilím
- Antonín Semerád (29), koželuh
- Antonín Schober jr. (29), obchodník
- František Svoboda jr. (28), řezník
- Vincenc Werner (29), obchodník střižným zbožím

#### Druhý sbor
- Karel Barichar (83), obchodník
- Josef Brzkovský (84), měšťan
- Rudolf Brzkovský (82), obchodník
- František Ceplichal (83), kavárník
- Antonín Illek (83), sklenář
- Karel Krawany (83), obchodník
- Jindřich Lihař (82), klempíř
- Eduard Přerovský (82), měšťan
- Jindřich von Rottenberger (84), správce
- Antonín Segenschmied (83), obchodník

#### Třetí sbor
- Pavel Böhm (246), kupec
- Jan Budischowsky (246), továrník
- Josef Beránek (232), majitel domu
- Karel Fundulus, ml. (246), poštmistr
- Matyáš Traumberger (232), soustružník
- Antonín Kotačka (244), obchodník
- Edmund Kratochvíl (242), ředitel gymnázia
- Petr Ležatka (232), tkadlec
- Matyáš Mentzl (243), berní kontrolor
- František Procházka sr. (237), obuvník

## Volby do obecního výboru v roce 1879
Uměle dosazené německé zastupitelstvo působilo v Třebíči až do voleb roku 1882. Jeho konec ovšem začal již státem ovlivněnými volbami do zastupitelstva roku 1873.
Všechny městské záležitosti tehdy ovlivňoval téměř sám tehdejší radní Pavel Böhm, bývalý četnický strážmistr, který díky znalosti práva mohl škodit mnoha občanům, aniž by to bylo trestné. On i celé zastupitelstvo zvláště kritizovali konání předchozích českých zastupitelů kvůli tomu, že za šest let svého působení zvýšili obecní dluh o 30 000 zlatých. Německé zastupitelstvo však městský rozpočet zatěžovalo ještě více, protože vybudovalo zcela novou silnici do Starče na tehdejší třebíčské nádraží Třebíč Starč. Jediný, komu tato komunikace prospěla, byly obuvnické továrny v Borovině. To vše se stalo v době, kdy se již počítalo s výstavbou nové tratě vedoucí přímo přes Třebíč. Investice se tedy jevila již od začátku jako naprosto zbytečná. Město zřizovalo také mnoho organizací pro zábavu občanů, které však byly plně hrazeny z obecních peněz.
To vše vedlo k růstu nespokojenosti s německým zastupitelstvem. Avšak vláda Němců trvala ještě celá dvě volební období do roku 1882.
V roce 1879 část německé strany vstoupila do jednání o dohodě s českou stranou, části německé strany se nelíbilo jednání Pavla Böhma a chtěl ho tak odstavit od moci. Česká strana měla získat polovinu druhého sboru a také polovinu míst v radě města – také měla získat české paralelní třídy v gymnáziu. Přesto však česká strana získala v druhém sboru jen dvě místa zastupitelů. Voleb se zúčastnilo v prvním sboru 46 z 58 voličů, v druhém 128 ze 154 voličů a ve třetím 889 z 923 voličů, kdy účast byla ve třetím obvodě velmi vysoká, a tak se do výboru dostali čeští zástupci. Starostou byl zvolen většinou zastupitelů August Fundulus, ten však o Třebíč nejevil zájem, proto se o město staral primárně Karel Krawany. V radě tak byli Karel Krawany (zástupce starosty), dr. Vilém Mayer, Ignác Přerovský, dr. Julius Kofránek, Antonín Schober a Arnošt Madchen.

### Výsledky voleb

#### První sbor
- Karl Fundulus, ml. (31)
- Pavel Böhm (23)
- Jan Budischowsky (29)
- Matyáš Mentzel (29)
- František Budischowsky (29)
- Alois Polatschek (29)
- Rudolf Brzkovsky (29)
- František Kaňka (29)
- dr. Vilém Mayer (29)
- Antonín Segenschmied (29)

#### Druhý sbor
- August Fundulus (127)
- Antonín Schober (127)
- Karl Krawany (128)
- Arnošt Mannchen (127)
- Vincenc Werner (127)
- František Kraus (127)
- Joachim Stiastny (127)
- Herman Subak (127)
- Edvard Sovák (81)
- Moritz Felix (121)

#### Třetí sbor
- dr. Julius Kofránek (402)
- dr. Antonín Blahovec (405)
- Alois Hassek (405)
- J. F. Kubeš (402)
- Petr Novák (401)
- V. O. Simonides (403)
- Josef Šlachta (403)
- Antonín Illek (401)
- Ignác Přerovský (402)
- Jan Jaroš (401)[2]

## Volby do obecního výboru v roce 1882
Teprve roku 1882 se českému obyvatelstvo města, které tvořilo většinu, podařilo do zastupitelstva dosadit třebíčské vlastence. Volby proběhly mezi 30. listopadem a 1. prosincem. Celkem volilo v prvním sboru 59 voličů, v druhém 156 voličů a ve třetím 582 voličů. Zvítězila česká strana, v Třebíči tak opět bylo zvoleno převážně české zastupitelstvo a český starosta. Třebíč se tak stala prvním větším městem s českým vedením na Moravě. Starostou byl zvolen Alois Hassek, syn Martina Hasska, do rady byli zvoleni dr. Julius Kofránek, ten byl zvolen místostarostou, Ignác Přerovský, dr. Antonín Blahovec, Eduard Sovák, Josef Šlachta a Antonín Illek. První obnovené české zastupitelstvo však mělo mnoho problémů, mimo jiné se výrazně zvýšil dluh obce, ze 42 tisíc na 123,5 tisíce zlatých, a to poměrně bez výrazného rozvoje města. Město také čekaly další obtížné investice, mimo jiné do kanalizace, dlažby ulic a vodovodu. V rámci tohoto volebního období také obdrželi někteří Češi čestné občanství, byli jimi Jan Miloslav Haněl, P. Jan Janoušek a Antonín Mezník. Několik důležitých zástupců české strany v tomto období zemřelo: Jan Miloslav Haněl, Eduard Sovák, Petr Novák, Jan Oliva a v září 1883 i tehdejší starosta Alois Hassek. 
Novým starostou se pak stal Jan František Kubeš, švagr zesnulého starosty, a starostou zůstal až do roku 1907. Později také došlo k opětovné přeměně gymnázia na české, ale nebylo tomu plně, pouze byly odděleny paralelní třídy. K dokončení přerodu na české gymnázium došlo až v roce 1885, poslední německé paralelní třídy byly zrušeny v roce 1887, v těmže roce byl dokončen projekt pro výstavbu nové budovy gymnázia. Její stavbu vedli ta Raimund Wolf a Josef Herzán, dokončena byla v roce 1889. Již v roce 1884 se rozdělila výuka v nižších školách do německé a české části, byla zachována německá dívčí měšťanka, v roce 1888 pak bylo výborem odmítnuto otevření nové německé měšťanky, ale Němci se odvolali a škola byla založena. V tomto období také bylo rozhodnuto, že bude postaveno sousoší svatých Cyrila a Metoděje; původní návrh z roku 1870 pocházel od Josefa Václava Myslbeka, k realizaci pak nedošlo. Nový návrh vypracoval Ludvík Šimek, sochařem byl Bernard Otto Seeling – socha byla odhalena 16. srpna 1885. V roce 1886 byla otevřena železniční trať z Brna do Okříšek, v roce 1895 došlo k přejmenování ulic a v roce 1898 byla postavena nová budova pošty.

### Výsledky voleb

#### První sbor
- František Svoboda
- Rudolf Brzkovský
- Karl Krawany
- dr. Vilém Mayer
- August Fundulus
- Karl Fundulus, ml.
- Anton Schober
- Moritz Felix
- Jan Budischowsky
- Vincenc Werner

#### Druhý sbor
- P. Alois Schrotz
- František Dostál
- Antonín Jelínek
- Ferdinand Kubeš
- František Müller
- Otakar Přibík
- Johann Reimaser
- Eduard Sovák
- Václav Kotačka
- Pavel Zelníček

#### Třetí sbor
- Dr. Anton Blahovec
- Alois Hassek
- Antonín Illek
- Jan Jaroš
- Dr. Julius Kofránek
- J. F. Kubeš
- Petr Novák
- Ignác Přerovský
- V. O. Simonides
- Josef Šlachta[2]

## Volby do obecního výboru v roce 1888
Volby proběhly v roce 1888, kdy v prvním volebním sboru volilo 29 z 67 voličů, ve druhém 86 ze 192 voličů a ve třetím 343 z 1020 voličů. Starostou byl zvolen J. F Kubeš, jeho zástupcem pak byl zvolen dr. Julius Kofránek, dalšími členy rady pak byli zvoleni dr. Antonín Blahovec, Josef Šlachta, Eduard Sovák a Otokar Přibík. V roce 1889 pak německá strana získala 6 míst.

### Výsledky voleb

#### První sbor
- Rudolf Brzkovský (29 hlasů)
- Jan Budischowsky (29)
- Karl Fundulus, ml. (29)
- Karl Krawany (29)
- František Kraus (28)
- Karel Papoušek (27)
- Karel Přerovský (28)
- František Svoboda (29)
- Vincenc Smutný (29)
- Matěj Zelníček (29)

#### Druhý sbor
- František Dostál ml. (85)
- Antonín Jelínek (85)
- Václav Kotačka (84)
- Ferdinand Kubeš (85)
- Jakub Lorenz (85)
- Otokar Přibík (84)
- Karel Zelníček (86)
- Kašpar Zemene (85)
- Jan Tvarůžek (85)
- Jan Pochop (85)

#### Třetí sbor
- dr. Antonín Blahovec (343)
- Jan Jaroš (341)
- Antonín Illek (341)
- dr. Julius Kofránek (341)
- Jan F. Kubeš (341)
- Filip Novosad (340)
- Jan Oliva (343)
- Josef Šlachta (343)
- Edvard Sovák (343)
- Arnošt Tvarůžek (341)[2]

## Volby do obecního výboru v roce 1903
Mezi lety 1903 a 1905 sílily hlasy z nových stran, tj. ze strany lidové, ze sociální demokracie a národněsocialistické strany. Národní straně bylo novými stranami vyčítáno, že ve vedení města jsou stále ti stejní lidé a že zatěžuje město vysokými náklady, nakonec ve volbách zvítězila lidová strana. Dne 12. listopadu 1905 proběhly v Třebíči demonstrace za zavedení všeobecného volebního práva, bylo přislíbeno, že bude zavedeno všeobecné volební právo, ale přesto třebíčští dělníci nebyli spokojeni a 28. listopadu téhož roku proběhly masivní demonstrace a generální stávka. V tomtéž dni také městem prošel pochod, kdy v čele byl nesen rudý prapor.

## Volby do obecního výboru v roce 1907 a pozdější stav věcí
Starostou od roku 1905 do 28. června 1918 byl Karel Přerovský.
V roce 1907 se stále ještě volilo podle původního sborového systému, české strany se spojily do koalice tak, aby i v případě volebního úspěchu sociálních demokratů tato strana získala maximálně dva mandáty z 28 zastupitelských míst. Později došlo k několika rozporům, stávkám a změnám, kdy poslední a velmi velká generální stávka proběhla 14. října 1918, kdy stávkovalo 8 tisíc lidí. Po vzniku republiky v říjnu 1918 hned 29. října byly rušeny německé školy, spolky a odešla německá posádka. Předsedou národního výboru se stal Jan Máchal, tj. osoba, která byla považována v Třebíči za značnou autoritu. Dne 3. listopadu došlo opět k dělnickým demonstracím, kdy byla požadována nejen osmihodinová pracovní doba, ale také socialistická republika. K ustanovení osmihodinové pracovní doby v třebíčských podnicích došlo již 9. prosince 1918. V roce 1919 pak bylo v republice uzákoněno obecní zřízení a také bylo schváleno všeobecné volební právo pro všechny občany starší 21 let, zvolen mohl být kdokoliv starší 26 let. Byli voleni členové zastupitelstva a ti pak ze svých členů volili radu obce a starostu. Volební období bylo zavedeno na šest let.

## Volby do národního výboru v roce 1919
V nových volbách mělo být voleno celkem 36 členů zastupitelstva, kdy pak mělo být zvoleno 12 členů rady. Celkem se voleb zúčastnilo pět stran či hnutí, byly jimi Československá sociálně demokratická strana dělnická (ČSDSD, tu vedl dělník František Brodský), Československá strana socialistická (ČSS, tu vedl správce okresní pokladny Jindřich Štulík), Československá strana lidová (ČSL, tu vedl František Svoboda), Česká strana pokroková (ČSP, tu vedl pedagog Gymnázia Třebíč Jaroslav Hrabák) a Československá národní demokracie (ČSND, tu vedl okresní soudce Josef Janoušek). Volby se pak konaly 15. června 1919, v Třebíči zvítězila ČSDSD s 2268 hlasy (37,1 %), národněsocialistická strana získala 1466 hlasů. lidovecká strana 1395 hlasů, národní demokraté získali 791 hlasů a česká strana pokroková (jinak též realisté) získala 197 hlasů. Socialistické strany tak získali dohromady 61,1 % hlasů a tak zvítězili ve volbách. Sociální demokraté tak získali 13 mandátů v zastupitelstvu, socialisté získali 9 mandátů, lidovci 8 mandátů, národní demokraté 5 mandátů a tzv. realisté získali jeden mandát. Na Poklášteří (tehdy ještě samostatné obci) zvítězili také sociální demokraté, kdy získali 7 mandátů, po dvou mandátech pak získali národní socialisté a národní demokraté. V tzv. židech pak získali sociální demokraté 10 mandátů, národní socialisté tři mandáty, židovská strana také tři mandáty a lidovci dva mandáty.
Dne 28. června se konala ustavující schůze zastupitelstva a byla zvolena městská rada, socialistické strany si navzájem nedovolili získat místo starosty a tak se starostou stal jediný zvolený člen realistů, tj. prof. Jaroslav Hrabák (ČSP), prvním náměstkem starosty byl zvolen národní demokrat dr. Josef Janoušek (ČSND), druhým náměstkem byl zvolen sociální demokrat Jan Němec (ČSDSD), dalšími členy byli zvoleni František Brodský (ČSDSD), Viktor Jeřábek (ČSDSD), Vincenc Stohandl (ČSDSD), Jindřich Štulík (ČSS), Josef Vaněk (ČSS), Bohumír Svoboda (ČSS), dr. František Krška (ČSND), Alois Jakubský (ČSL) a Karel Hudec (ČSL). Starosta však neměl velký vliv a město tak bylo pod vlivem lidovců a národních socialistů, bylo prosazováno rozvíjení náboženských a národních zájmů a opravy veřejných budov, město tak muselo rozprodávat majetek a půjčovat si peníze.
Dne 22. prosince 1920 pak odešel dr. Josef Janoušek, který byl přeřazen do Brna a přestal tak působil jako první náměstek starosty, na jeho místo tak byl zvolen Karel Hudec (ČSL), ke konci roku 1923 pak došlo ke sporům mezi lidovci a národními socialisty, kdy se jednalo o umístění zvonů na městskou věž, diskutovalo se o tom, zda jsou zvony majetkem města či církve a o tom, kam jdou poplatky za zvonění. Na konci téhož roku pak lidovci rezignovali na své pozice v zastupitelstvu a v dalších měsících rezignovali i členové dalších stran a v březnu 1924 bylo zastupitelstvo rozpuštěno a v čele města pak stál opět dr. Karel Přerovský a pak jako předseda správní komise okresní soudce dr. Otakar Jakubský.
V říjnu 1923 se měly konat další volby, ale ty se nekonaly, protože se aktuálně rozhodovalo o sloučení Třebíče s blízkými obcemi Podklášteří a tzv. Židy. V prosinci 1924 pak byly obce sloučeny a v dubnu 1925 se tak mohly konat další volby.

## Volby do národního výboru v roce 1925
V době před volbami získávali velkou moc komunisté a to hlavně z důvodu, že byli odpůrci hospodářské krize a snažili se prosazovat v boji proti hospodářským problémům, kterým Třebíč čelila od roku 1921, celkem se k volbám přihlásilo 20 stran či hnutí a všechny se jednotně postavily proti komunistům a to i velmi nečistě. Nakonec do voleb přihlásilo své kandidáty devět stran, byli jimi Československá sociálně demokratická strana dělnická (ČSDSD, tu vedl Josef Vaněk), Československá národní demokracie (ČSND), Československá strana socialistická (ČSS), Československá strana lidová (ČSL), Československá živnostensko-obchodnická strana středostavovská (Živ.)), Republikánská strana zemědělského a malorolnického lidu (RSZML), Židovská strana (Žid.), Komunistická strana Československa (KSČ), Nepolitičtí kandidáti Dr. Jakubského a Pokroková strana (Realisté).
Volby se konaly 3. dubna 1925, zvítězili s počtem 2490 hlasů komunisté a získali 11 mandátů, 10 mandátů pak získali lidovci se ziskem 2170 hlasů, 6 mandátů získala ČSS se ziskem 1324 hlasů, tři mandáty získali Živnostníci se ziskem 597 hlasů, po dvou mandátech získali nepolitičtí kandidáti a ČSND, po jednom mandátu získali Židovská strana a ČSDSD a žádný mandát nezískala Pokroková strana a RSZML. Zvítězili tak komunisté a dne 29. dubna 1925 pak proběhly volby do městské rady, kdy komunisté navrhli na starostu dělníka z borovinské továrny Gustava Klimenta, ten byl nakonec zvolen a v měšťanstvo tak muselo přijmout to, že se do čela města postavil komunistický starosta. Byl zvolen i s podporou demokratických a socialistických stran s tím, že tyto strany chtěly těžit z podpory komunistů. ČSS však byla předem domluvena s krajským soudem v Jihlavě, že v případě, že bude Gustav Kliment zvolen starostou, tak bude vyzván k nástupu trestu za přestupek z roku 1920, chtěli si tím naklonit občany Třebíče tím, že zachrání Třebíč před komunistickým starostou a nebezpečím. Prvním náměstkem starostou pak byl zvolen Karel Hudec (ČSL) a druhým byl zvolen Josef Vaněk (ČSS), dále pak byly za členy rady zvoleni Jan Bulíček (KSČ), Antonín Toufar (KSČ), František Brodský (KSČ), Karel Pokorný (ČSL), Jan Jílek (ČSL), Bohumír Svoboda (ČSS), Otakar Jakubský (nepolitická strana Dr. Jakubského), František Žák (ČSND) a František Šlachta (Živ.).
Na ustanovující schůzi zastupitelstva 13. května 1925 měl starosta projev, kdy prohlásil, že největším nebezpečím je průmyslová krize, kdy z města odchází dělníci do jiných měst a do zahraničí. Gustav Kliment byl několik dní po zasedání vyzván k nástupu do výkonu trestu, Gustav Kliment byl zbaven volebního práva a 2. září 1925 pak byl vykázán z radnice, nové volby se konaly hned ten den a starostou pak byl zvolen Josef Vaněk (ČSS), prvním náměstkem se stal Antonín Toufar (KSČ) a druhým František Brodský (KSČ).
V roce 1926 se v oblasti správy města objevil problém, kdy 22. listopadu 1926 nejvyšší správní soud zrušil rozhodnutí vlády o sloučení Třebíče a dalších blízkých obcí a 19. února 1927 tak bylo zastupitelstvo rozpuštěno a byla jmenována správní komise, kdy jejím předsedou byl jmenován Josef Vaněk, další volby se pak konaly 10. dubna 1927, Podklášteří a tzv. Židy již nevolili společně s městem.

## Volby do národního výboru v roce 1927
Do voleb se přihlásilo celkem osm stran, byli jimi Československá strana národně socialistická (ČSNS, tu vedl Josef Vaněk), Komunistická strana Československa (KSČ, tu vedl Antonín Toufar), Československá strana lidová (ČSL, tu vedl Jan Jílek), Československá národní demokracie (ČSND, tu vedl František Žák), Československá sociálně demokratická strana dělnická (ČSDSD, tu vedl František Prchlík), Národní strana práce (NSP, tu vedl Rudolf Vošmera), Československá živnostensko-obchodnická strana středostavovská (Živ., tu vedl Josef Zimola) a Republikánská strana zemědělského a malorolnického lidu (RSZML, tu vedl dr. Karel Procházka).
Volby se konaly 10. dubna 1927, kdy se spojily všechny demokratické a socialistické strany proti komunistům, nicméně i tak ve volbách zvítězili komunisté, ti získali 11 mandátů se ziskem 2011 hlasů, devět mandátů získala ČSL se ziskem 1573 hlasů, 7 mandátů získala ČSNS se ziskem 1311 hlasů, po třech mandátech získaly ČSND a Živnostníci, dva mandáty získala NSP a jeden mandát získala ČSDSD. V opět oddělené obci Podklášteří získali komunisté i lidovci shodně 7 mandátů, v tzv. Židech získali komunisté osm mandátů a ČSNS získala 3 mandáty. Starostou v Třebíči se pak stal znovu Josef Vaněk, ten se po dohodě s vyššími orgány zablokovat možnost KSČ pořádat veřejná shromáždění. Členy městské rady se pak stali Jan Bulíček, Karel Dusík, Jan Jílek, Jan Klíma, Ludvík Navrátil, Bohumír Svoboda, Antonín Toufar, Vošmera Rudolf, Josef Zimola, František Žák a Karel Zinkaizl.
V září roku 1929 přestaly být do obcí, kde byli ve vedení obcí komunisté doručovány důvěrné příkazy, komunisté si přesto získávali stále větší podporu mezi pracujícím lidem a to primárně z toho důvodu, že bojovali proti vykořisťování, v srpnu téhož roku pak třebíčští komunisté uspořádali velkou stávku v továrně Budischowsky & Söhne, tuto továrnu pak v roce 1931 zakoupil Tomáš Baťa a ten se také snažil zasáhnout do obecní správy a zasáhl do předvolebních bojů – začal vydávat časopis s názvem Třebíč, vydával také letáky, agitační texty a zřídil v továrně informační kancelář, kdy ta nařizovala dělníkům pod pohrůžkou výpovědi, aby volila jakoukoliv stranu jinou, než komunistickou. Na konci května roku 1931 se pak uskutečnila porada zástupců stran, kdy mělo být vyjednáno rozdělení mandátů v zastupitelstvu i bez voleb, firma Baťa požadovala šest mandátů, komunisté proti tomu protestovali a tak se toto nepovedlo.

## Volby do národního výboru v roce 1931

Výsledky voleb do národního výboru v roce 1931
ČSNS 12 mandátů, 2615 hlasů;
ČSL 8 mandátů, 1854 hlasů;
KSČ 8 mandátů, 1807 hlasů;
ČSDSD 3 mandáty, 642 hlasů;
Živ. 3 mandáty, 610 hlasů;
ČSND 2 mandáty, 421 hlasů;

Před volbami v roce 1931 došlo ke sloučení města Třebíče s tzv. Židy, s obcí Podklášteří nakonec nedošlo ke sloučení, podmínky k tomu nevedly. Těsně před volbami proběhlo narušení schůze třebíčských komunistů, kdy na jejich schůzku dorazilo několik autobusů s boxery ze Zlína, které nechal přivézt Tomáš Baťa, ti měli za úkol rozbít schůzi komunistů. Do voleb se pak přihlásilo celkem 10 stran, byly jimi Československá sociálně demokratická strana dělnická (ČSDSD, tu vedl Metoděj Charvát), Československá strana národně socialistická (ČSNS, tu vedl Josef Vaněk), Československá strana lidová (ČSL), Československá národní demokracie (ČSND), Československá živnostensko-obchodnická strana středostavovská (Živ.), Republikánská strana zemědělského a malorolnického lidu (RSZML), Komunistická strana Československa (KSČ), Křesťané s domk. (KsD), Československý domov (ČSD), nepolitické hnutí a Národní strana práce (NSP).
Volby se konaly 27. září 1931, zvítězila ČSNS, která těžila z popularity starosty Josefa Vaňka, ČSNS získala 12 mandátů se ziskem 2615 hlasů, po osmi mandátech získala ČSL (1854 hlasů) a KSČ (1807 hlasů), po třech mandátech získala ČSDSD (642 hlasů) a Živ. (610 hlasů) a dva mandáty získala ČSND a to se ziskem 421 hlasů. Zbylé strany nezískaly žádný mandát. Městská rada pak byla zvolena 20. října téhož roku, do koalice se spojily někdejší protivníci - ČSNS, ČSL a ČSDSD, starostou byl opět zvolen Josef Vaněk (ČSNS), prvním náměstkem byl zvolen Antonín Kokeš (ČSL), druhým byl zvolen Antonín Toufar (ČSDSD). Do rady pak byli zvoleni František Habrda (ČSNS), Ludvík Neumann (ČSNS), František Vaigner (ČSNS), František Čermák (ČSL), Josef Sládek (ČSL), Roman Dvořák (Živ.), Leopold Švejda (KSČ), Antonín Kalina (KSČ) a Jindřich Kopta (KSČ). I přes tento stav komunisté byli velmi silnou stranou s velkým vlivem, kdy tak měli možnost blokovat další rozvoje města a Baťovy požadavky, komunisté se nadále stavěli proti Baťovým požadavkům a ten tak zuřil a vyhrožoval tím, že nechá zavřít borovinskou továrnu.

## Volby do národního výboru v roce 1938

Výsledky voleb do národního výboru v roce 1938
ČSNS 11 mandátů, 2687 hlasů;
KSČ 9 mandátů, 2277 hlasů;
ČSL 6 mandátů, 1541 hlasů;
ČSDSD 4 mandáty, 889 hlasů;
Živ. 3 mandáty, 854 hlasů;
NSJ 2 mandáty, 437 hlasů;
RSZML 1 mandát, 245 hlasů;

Volby v roce 1938 se měly konat původně 30. června, konaly se nakonec dříve, ale ještě před nimi byl podán starostou Josefem Vaňkem návrh na to, aby se strany spojily do jednotné kandidátky a městu tak ušetřily výlohy za konání voleb v době, kdy je nutné bránit republiku, k teto dohodě nakonec nedošlo. Do voleb se pak přihlásilo celkem devět stran, byly jimi Československá sociálně demokratická strana dělnická (ČSDSD, tu vedl Metoděj Charvát), Československá strana národně socialistická (ČSNS, tu vedl Josef Vaněk), Československá strana lidová (ČSL, tu vedl František Vítek), Národní sjednocení (NSJ, to vedl František Žák), Československá živnostensko-obchodnická strana středostavovská (Živ., tu vedl Roman Dvořák), Republikánská strana zemědělského a malorolnického lidu (RSZML, tu vedl Vilém Svoboda), Komunistická strana Československa (KSČ, tu vedl František Jezerovský), Národní obec fašistická (NOF, tu vedl Stanislav Hromada) a Národní liga (NL, tu vedl Jan Zelníček).
Volby se pak konaly 12. června, zvítězila ČSNS, získala 11 mandátů se ziskem 2687 hlasů, devět mandátů získala KSČ se ziskem 2277 hlasů, šest mandátů získala ČSL se ziskem 1541 hlasů, čtyři mandáty získala ČSDSD se ziskem 889 hlasů, tři mandáty získaly živnostníci se ziskem 854 hlasů, dva mandáty získalo NSJ se ziskem 437 hlasů a jeden mandát se ziskem 245 hlasů získala RSZML. Městská rada pak byla zvolena 30. června, starostou se stal opět Josef Vaněk (ČSNS), prvním náměstkem starosty byl zvolen Karel Dusík, druhým pak Metoděj Charvát (ČSDSD). Ten byl zvolen po spojení RSZML, Živ., NSJ a ČSDSD, kdy ti pak získali o jeden mandát více než KSČ a mohli tak zvolit ze svých členů druhého náměstka starosty. Dalšími členy městské rady pak byli Ludvík Neumann (ČSNS), František Vaigner (ČSNS), František Habrda (ČSNS), František Čermák (ČSL), Josef Sládek (ČSL), Leopold Švejda (KSČ), Jindřich Kopta (KSČ), Antonín Kalina (KSČ) a Roman Dvořák (Živ.).
Po volbách došlo opět k protestům Jana Antonína Bati, kdy ten chtěl svoji výrobu odstěhovat pryč z města, nakonec město žádalo ministerstvo obchodu, ministerstvo sociální péče a ministerstvo vnitra o pomoc, aby k tomu nedošlo a město se také dotázalo J. A. Bati, proč to chce provést. Baťa nechtěl však odstěhovat podnik, ale chtěl zlikvidovat komunisty ve městě, kdy k tomu chtěl využít spojení všech stran a to včetně fašistických. Dne 24. ledna 1939 bylo rozhodnuto o tom, že bude doplněn počet členů městské rady a městského zastupitelstva.
V roce 1939 také došlo k zatčení tehdejšího starosty Josefa Vaňka a později téhož roku došlo i k jeho smrti v koncentračním táboře. Dne 27. února 1941 pak byl i tehdejší první náměstek Karel Dusík donucen k tomu, aby předal moc stanovenému vládnímu komisaři dr. Josefu Nyklovi, to byl protektorátní úředník české národnosti. V roce 1942 pak bylo zastupitelstvo rozpuštěno.

## Vznik národních výborů v roce 1945
Po skončení druhé světové války se předsedou nově vzniklého národního výboru stal Antonín Sedlák, ten byl 5. května 1945 pověřen řízením správy obce, 14. května pak byl zvolen jako předseda národního výboru, prvním náměstkem se stal Josef Kopta, druhým Robert Trojan. Dalšími členy rady byli zvoleni Josef Blažek, Alois Hurt, Josef Komárek, Eduard Mauer, Vincenc Sameš, prof. František Vítek, Karel Veškrna, František Vítek a František Svoboda.

## Volby do národních výborů v roce 1946
V roce 1946 proběhly volby do národních výborů, na ustavující schůzi dne 8. července 1946 byl novým předsedou zvolen Antonín Brabec (KSČ), prvním náměstkem byl zvolen Albín Dvořák (ČSNS), druhým byl zvolen František Kašpar (ČSL).

## Volby do národních výborů roce 1986
Volby proběhly ve dnech 23. a 24. května v roce 1986, celkem bylo registrováno 24483 voličů a voleb se zúčastnilo celkem 24331 voličů (tj. 99,38 %), pro navržené kandidáty hlasovalo 24273 voličů (tj. 99,76 %). Do městského národního výboru tak bylo zvoleno celkem 115 poslanců, z nich bylo 39 žen a 76 mužů. Z celkového počtu poslanců byl 1 člen JZD, 75 dělníků a 30 příslušníků inteligence. 19. června téhož roku se konalo plenární zasedání zastupitelstva a to shledalo volby platnými, na tomtéž zasedání složili členové rady, místopředsedové MěNV, předseda MěNV, poslanci a tajemník sliby. Předsedou MěNV byl zvolen Zdeněk Nováček, 1. místopředsedou byl zvolen Ing. Karel Janíček, 2. místopředsedou Josef Vacek a tajemnicí MěNV byla zvolena Alena Macháčková. Tento rok proběhly rovněž i volby do občanských výborů, v Třebíči jich bylo celkem 49, tyto byly zřizovány podle § 64 a 65 zákona o národních výborech. Proběhly v různých částech města od 22. září do 15. října, každý z výborů v samotném městě měl mít zpravidla mezi 10–20 členy, v příměstských částech mezi 5–15 členy. V průběhu veřejných shromáždění k této volbě byli představeni kandidáti a posléze tito byli i zvoleni.

### Poslanci Městského národního výboru
- č. 1 Marie Zymáková (v roce 1990 rezignovala či byla odvolána, tj. ztratila mandát)[8]
- č. 2 Marta Zemanová
- č. 3 Blanka Hladká (v roce 1990 rezignovala či byla odvolána, tj. ztratila mandát)[8]
- č. 4 František Mátl
- č. 5 Miloslav Toman
- č. 6 Jaroslav Doležal (v roce 1990 rezignoval či byl odvolán, tj. ztratil mandát)[8]
- č. 7 Ivan Martiš
- č. 8 Vladimír Kočí (v roce 1990 rezignoval či byl odvolán, tj. ztratil mandát)[8]
- č. 9 Vlasta Zvěřinová
- č. 10 MUDr. Václav Lhotský
- č. 11 Naděžda Dobešová (v roce 1990 rezignovala či byla odvolána, tj. ztratila mandát)[8]
- č. 12 Zdeněk Urban
- č. 13 Jana Svobodová (v roce 1990 rezignovala či byla odvolána, tj. ztratila mandát)[8]
- č. 14 Jan Chlumský
- č. 15 Lubomír Rösel (v roce 1990 rezignoval či byl odvolán, tj. ztratil mandát)[8]
- č. 16 Marie Elšíková (v roce 1990 rezignovala či byla odvolána, tj. ztratila mandát)[8]
- č. 17 Pavla Hekrdlová (v roce 1990 rezignovala či byla odvolána, tj. ztratila mandát)[8]
- č. 18 Jaromír Šuhaj
- č. 19 Lubomír Drábek
- č. 20 Drahomír Škárka
- č. 21 Zdeněk Novotný (v roce 1990 rezignoval či byl odvolán, tj. ztratil mandát)[8]
- č. 22 Naděžda Sobotková
- č. 23 Ing. Lubomír Kičmer (v roce 1990 rezignoval či byl odvolán, tj. ztratil mandát)[8]
- č. 24 Ing. Jaroslav Mariánek
- č. 25 Ing. Rudolf Beck (v roce 1990 rezignoval či byl odvolán, tj. ztratil mandát)[8]
- č. 26 Lubomír Svoboda
- č. 27 Danuše Polomská (v roce 1990 rezignovala či byla odvolána, tj. ztratila mandát)[8]
- č. 28 Marie Nahodilová (v roce 1990 rezignovala či byla odvolána, tj. ztratila mandát)[8]
- č. 29 Milan Smolík (v roce 1990 rezignoval či byl odvolán, tj. ztratil mandát)[8]
- č. 30 Milan Palas (v roce 1990 rezignoval či byl odvolán, tj. ztratil mandát)[8]
- č. 31 Bedřich Holáň (v roce 1990 rezignoval či byl odvolán, tj. ztratil mandát)[8]
- č. 32 Jiří Cízl
- č. 33 Jarmila Gorčíková
- č. 34 Vítězslav Nováček (v roce 1990 rezignoval či byl odvolán, tj. ztratil mandát)[8]
- č. 35 Petr Kojzar (v roce 1990 rezignoval či byl odvolán, tj. ztratil mandát)[8]
- č. 36 Pavel Růžička
- č. 37 Libor Čtveráček (v roce 1990 rezignoval či byl odvolán, tj. ztratil mandát)[8]
- č. 38 Anna Tůmová
- č. 39 Marie Sedláčková (v roce 1990 rezignovala či byla odvolána, tj. ztratila mandát)[8]
- č. 40 Bohumír Voldán (v roce 1990 rezignoval či byl odvolán, tj. ztratil mandát)[8]
- č. 41 Jindra Palátová
- č. 42 Vítězslav Pospíšil
- č. 43 Václav Koch
- č. 44 Jana Böhmová
- č. 45 Ing. Lubomír Vostal
- č. 46 Jaroslav Vecheta
- č. 47 Jiří Nechvátal
- č. 48 Josef Chvátal
- č. 49 Zdeněk Nováček
- č. 50 Jiří Pražák
- č. 51 František Máca
- č. 52 Václav Pernický (v roce 1990 rezignoval či byl odvolán, tj. ztratil mandát)[8]
- č. 53 Marie Kalinová
- č. 54 Věra Nováková (v roce 1990 rezignovala či byla odvolána, tj. ztratila mandát)[8]
- č. 55 Svatopluk Novák
- č. 56 Jiří Kejda
- č. 57 Jarmila Lysá
- č. 58 Jana Nováčková (v roce 1990 rezignovala či byla odvolána, tj. ztratila mandát)[8]
- č. 59 Miroslav Dedek (v roce 1990 rezignoval či byl odvolán, tj. ztratil mandát)[8]
- č. 60 Zdeněk Obrdlík (v roce 1990 rezignoval či byl odvolán, tj. ztratil mandát)[8]
- č. 61 Ernestína Šulová (v roce 1990 rezignovala či byla odvolána, tj. ztratila mandát)[8]
- č. 62 Květa Nechvátalová
- č. 63 Ludmila Šulcová
- č. 64 Anastázie Šebová
- č. 65 Jiří Rymeš
- č. 66 Vlastimila Toufarová
- č. 67 Ing. Miroslav Krupička (v roce 1990 rezignoval či byl odvolán, tj. ztratil mandát)[8]
- č. 68 Karel Švihálek
- č. 69 Jan Svoboda (v roce 1990 rezignoval či byl odvolán, tj. ztratil mandát)[8]
- č. 70 MUDr. Věra Nováčková
- č. 71 Susana Urbanová
- č. 72 Ing. Zdeněk Novotný
- č. 73 Marek Matoušek
- č. 74 Vladimír Klouda
- č. 75 Jaroslav Novotný
- č. 76 František Dvořák
- č. 77 Naděžda Grossová (v roce 1990 rezignovala či byla odvolána, tj. ztratila mandát)[8]
- č. 78 Mojmír Chomoucký
- č. 79 Jarmila Česneková
- č. 80 Karel Huňáček
- č. 81 Libuše Holoušová
- č. 82 František Mifka (v roce 1990 rezignoval či byl odvolán, tj. ztratil mandát)[8]
- č. 83 Luboš Tomeček (v roce 1990 rezignoval či byl odvolán, tj. ztratil mandát)[8]
- č. 84 Anežka Kalinová (v roce 1990 rezignovala či byla odvolána, tj. ztratila mandát)[8]
- č. 85 Růžena Horníčková
- č. 86 Jaroslav Filouš (v roce 1990 rezignoval či byl odvolán, tj. ztratil mandát)[8]
- č. 87 Ladislav Gresler (v roce 1990 rezignoval či byl odvolán, tj. ztratil mandát)[8]
- č. 88 Milan Martenek (v roce 1990 rezignoval či byl odvolán, tj. ztratil mandát)[8]
- č. 89 Vlasta Svobodová
- č. 90 Oldřich Balcar
- č. 91 Josef Vacek (v roce 1990 rezignoval či byl odvolán, tj. ztratil mandát)[8]
- č. 92 Květoslava Veškrnová (v roce 1990 rezignovala či byla odvolána, tj. ztratila mandát)[8]
- č. 93 František Klíma
- č. 94 Ing. Oldřich Mrázek
- č. 95 Karel Janíček
- č. 96 Miroslav Hedvábný
- č. 97 Ludmila Jahodová (v roce 1990 rezignovala či byla odvolána, tj. ztratila mandát)[8]
- č. 98 Ludmila Jalůvková
- č. 99 Ing. Jiří Patočka
- č. 100 Ing. Soustružník Vlastimil
- č. 101 Libor Resl
- č. 102 Václav Mendlík
- č. 103 Svatoslav Pospíšil
- č. 104 Alena Macháčková
- č. 105 Vladimír Matoušek
- č. 106 Lubomír Slabý
- č. 107 Miroslav Večeřa
- č. 108 František Buďa (v roce 1990 rezignoval či byl odvolán, tj. ztratil mandát)[8]
- č. 109 Antonín Musil
- č. 110 Miloš Neumann
- č. 111 Stanislav Kratochvíl
- č. 112 Ing. Pavel Šotola
- č. 113 Jana Lipková
- č. 114 Věra Smirnovová (v roce 1990 rezignovala či byla odvolána, tj. ztratila mandát)[8]
- č. 115 Ing. Stanislav Kaiseršot

Novými poslanci byli 13. března 1990 zvoleni:
- Zdeněk Švarc
- Pavel Uhlíř
- Ing. Michal Borovička
- Zdeněk Kučera
- Helena Karasová
- Jaromír Navrkal
- Ludmila Černá
- František Šlouf
- Milada Vrbková
- Ing. Jiří Rour
- Ing. Milan Kotík
- Jan Neterda
- Jana Durdíková
- Jiří Onderka
- Jan Kováč
- Ing. František Beneš
- Adolfa Nečesová
- Rastislav Milučký
- Jiří Chroust
- Jan Chudoba
- Ing. František Tvrdý
- Dana Hrůzová
- Vincenc Pleskač
- Ing. Stanislav Dostál
- Jiří Caha
- Marie Konvalinková
- Karel Jánský
- MUDr. František Dvořáček
- MUDr. Ladislav Hodějovský
- Ing. Jiří Sedlák
- Zdeňka Slámová
- Martin Pour
- Pavel Foltýn
- Ing. Václav Čekan
- Libor Kadlec
- Eduard Měrka
- Tamara Soukupová
- Dr. Katina Lisá
- Ing. Libor Chyba
- František Sklenář
- Ing. Jaroslav Pecka
- RNDr. Antonín Malach

### Poslanci Okresního národního výboru
- č. 1 Jiří Tichý
- č. 2 Jindřiška Vítámvásová
- č. 3 Jaroslava Vítková
- č. 4 Dana Kramářová
- č. 5 Vlasta Němcová
- č. 6 JUDr. Petr Vlach
- č. 7 Ing. Zdeněk Bernat
- č. 8 Alfons Široký
- č. 9 Jana Spisarová
- č. 10 Lubomír Cejpek
- č. 11 Josef Matoušek
- č. 12 MUDr. Miloš Chmelíček
- č. 13 Karel Koudela
- č. 14 Ing. František Vodák
- č. 15 JUDr. Vlastimil Kružík
- č. 16 Ing. Stanislav Fukal
- č. 17 MUDr. Dagmar Táborská
- č. 18 Jaromír Herálecký
- č. 19 Marie Hobzová
- č. 20 Marie Holoubková
- č. 21 Jan Doležal
- č. 22 Ing. Karel Janíček
- č. 23 Josef Věžník
- č. 24 Jaroslav Voborný
- č. 25 František Šeda
- č. 26 Ing. Miroslav Krutiš

### Poslanci Krajského národního výboru
- č. 109 Dušan Sedláček
- č. 110 Eva Trojanová
- č. 111 Milada Králová

## Volby do zastupitelstva obce v roce 1990
V prosinci roku 1989 (21. prosince 1989) při zasedání Městského národního výboru požádali místopředseda MěNV Lubomír Vostal a členové rady Josef Vacek, Růžena Horníčková, Zdeněk Urban, Jiří Patočka a Jarmila Česneková o uvolnění z funkce, těm bylo k 31. prosince 1989 resp. k 1. únoru 1990 (Lubomír Vostal a Josef Vacek) vyhověno. Od 1. ledna 1990 byli nově do rady zvoleni Věra Nováčková, Naděžda Sobotková, Jiří Cízl, Václav Mendlík a Libor Resl.
V srpnu 1990 bylo vyhlášeno, že v listopadu téhož roku mají být uspořádány volby a že se zruší soustava národních výborů. Později bylo upraveno, že města ve velikosti 20000–50000 obyvatel budou mít zastupitelstvo o 25–40 členech, Třebíč tehdy spadala do této kategorie. Spekulovalo se i o tom, že již brzy bude muset být rozhodnuto o datu konání voleb. Již 27. srpna 1990 se poprvé sešli zástupci tří historických nekomunistických stran (ČSL, ČSS a ČSSD) a Občanského fóra a jednali o budoucí koalici a vydali prohlášení o tom, že budou hledat osobnosti, které by mohli vést Třebíč a to jak ve svých řadách, tak i v řadách nestraníků.
Česká národní rada 5. září schválila zákon o obcích, který upravoval samotné volby a nové uspořádání samosprávných orgánů, který začal platit v den voleb, tj. 24. listopadu téhož roku. Dle téhož zákona do 25. září museli být delegováni členové volební komise. Členem komise nesměl být kandidát do zastupitelstva a zároveň každá kandidující strana mohla vybrat pouze dva zástupce. Také každá strana musela do 30. září vytvořit listinu kandidátů a tu doručit zapisovateli volební komise. Listina kandidátů musela obsahovat název zastupitelstva, název volební strany, jméno, příjmení, věk, trvalé bydliště, povolání a číslo na kandidátní listině pro každého kandidáta, číslo obvodu (pokud byl vytvořen), označení zmocněnce volební strany a jeho náhradníka a pokud šlo o koalici, tak i stranu, jež navrhla kandidáta. Funkce zastupitele nebyla slučitelná s prací soudce, prokurátora, příslušníka Bezpečnosti a s prací pracovníka Místního národního výboru nebo Okresního národního výboru. Již v tomto zákoně bylo ustanoveno, že starosta bude volen až zastupitelstvem a že tedy nebude volen přímo. Na konci září bylo rozhodnuto, že v Třebíči bude mít zastupitelstvo města 30 členů a bude celkem 43 okrsků. Jedinou obcí, která se osamostatnila a její občané si volili vlastní zastupitelstvo byl Krahulov, zbylých deset přidružených obcí volilo do zastupitelstva města Třebíče. Na 1. zasedání okresní volební komise dne 2. října byl losem určen za předsedu volební komise Jan Dohnal, místopředsedou byl určen Zdeněk Martínek.
Do třebíčského zastupitelstva v roce 1990 kandidovalo celkem 137 lidí, z toho bylo 119 mužů a 18 žen. V celém okrese bylo na voličských seznamech zapsáno 81837 voličů, voleb se účastnilo 69085 voličů (tj. 84,4 %) a kandidovalo 13 stran či uskupení. Na celém okrese mělo nejvíce hlasů Občanské fórum (276419 hlasů, 25,2 %), Česká strana lidová (225002 hlasů, tj. 20,5 %) a KSČM (212839 hlasů, tj. 19,4 %). Na okrese tak nejvíce mandátů pro zastupitele získala ČSL a to 329, OF získalo 292 mandátů a KSČM 211 mandátů. Celkem bylo v třebíčském okrese zvoleno ve 154 zastupitelstvech 1414 mužů a 168 žen. V samotné Třebíči bylo zapsáno 26695 voličů a řádně odvolilo 20132 občanů (tj. 75,4 %), nakonec se volilo v 41 okrscích. Nejvíc mandátů získaly stran KSČM (98679 hlasů) a OF (112007 hlasů), každá strana získala po 6 mandátech, 4 mandáty získaly ČSL (73575 hlasů), HSD-SMS a ČSSD, 2 mandáty získala koalice Republikánská unie – Svobodný blok a po jednom mandátů získaly ČSS, LDS, SZ a ČSZ.
Starostou se 3. prosince 1990 stal Pavel Heřman (OF), místostarostkou se stala Marie Černá (SZ). Dalšími členy devítimístné rady se stali: Petr Fiala (HSD-SMS), Evžen Žamberský (HSD-SMS), Jan Karas (ČSL), Ladislav Hodějovský (ČSL), Jiří Mužík (OF), Věra Nováčková (RU-SB) a Jiří Sedlák (LDS). Na tomtéž jednání zastupitelstva bylo i potvrzeno 29 mandátů, mandát Jaromíra Navrkala nebyl potvrzen kvůli neplatnosti mandátu a na jeho místo tak nastoupil náhradník. Tajemníkem městského úřadu byl schválen Pavel Janata.

### Výsledky

Volby do zastupitelstev obcí 1990 – přehled volebních okrsků ve městě Třebíči podle vítěze.
Volební účast: 41,4 %.
OF 22,27%, 6 mandátů;
KSČM 19,62 %, 6 mandátů;
ČSL 14,63 %, 4 mandáty;
ČSSD, 4 mandáty;
HSD-SMS, 4 mandáty;
Republikánská unie - Svobodný blok, 2 mandáty;
Strana zelených, 1 mandát;
LDS, 1 mandát;
ČSS, 1 mandát;

Volby do zastupitelstev obcí 1994 – přehled volebních okrsků ve městě Třebíči podle vítěze.
Volební účast: 59,41 %.
KSČM 17,62 %, 4 mandáty;
Sdružení KDS, NK 14,24 %, 4 mandáty;
KDU-ČSL 10,83 %, 3 mandáty;
Sdružení nezávislých kandidátů 9,67 %, 2 mandáty;
ODS 9,10 %, 2 mandáty;
ODA 9,10 %, 2 mandáty;
DŽJ 7,75 %, 2 mandáty;
Koalice SPR-RSČ, SDČR 7,31 %, 2 mandáty.
ČSSD 6,18 %, 2 mandáty;

Volby do zastupitelstev obcí 1998 – přehled volebních okrsků ve městě Třebíči podle vítěze.
Volební účast: 39,39 %.
KSČM 17,26 %, 4 mandáty;
ODS 15,27 %, 4 mandáty;
ČSSD 14,13 %, 4 mandáty;
KDU-ČSL 13,98 %, 3 mandáty;
Sdružení nezávislých kandidátů 13,14 %, 3 mandáty;
Unie svobody 8,29 %, 2 mandáty;
Sdružení nezávislých kandidátů 6,16 %, 2 mandáty;
Strana za životní jistoty 4,26 %, 1 mandát;
Demokratická unie 3,77 %, 1 mandát.
Sdružení MODS, NK 2,00 %, 1 mandáty;

#### Seznam zastupitelů
1. Martin Běhal
2. Ing. Ladislav Čech
3. Ing. Jiří Čížek
4. Ing. Marie Černá
5. JUDr. Julie Dolejší
6. MUDr. František Dvořáček
7. Ing. Ladislav Fiala
8. Ing. Petr Fiala
9. MUDr. Helena Havránková
10. Petr Háva
11. Ing. arch. Lubor Herzán
12. MVDr. Pavel Heřman
13. MUDr. Ladislav Hodějovský
14. Ing. Libor Chyba
15. Viktor Jeřábek
16. RNDr. Jan Karas
17. Vladimír Klouda
18. Martin Klusáček
19. RNDr. Antonín Malach
20. JUDr. Jaroslav Mikulášek
21. MUDr. Jiří Mužík
22. Jaromír Navrkal
23. MUDr. Věra Nováčková
24. Ing. Viktor Pavlíček
25. MUDr. Zbyšek Pospíšil
26. MUDr. Alois Pučalík
27. Marie Rynešová
28. Ing. Jiří Sedlák
29. PhDr. Otmar Urban
30. Ing. Evžen Žamberský

## Volby do zastupitelstva obce v roce 1994

### Výsledky

#### Seznam zastupitelů
| Poř. číslo | Kandidát            | Kandidát   | Věk | Navrh. strana | Polit. přísl. | Hlasy | Hlasy | Pořadí | Mandát |
| Poř. číslo | Příjmení, jméno     | Tituly     | Věk | Navrh. strana | Polit. přísl. | abs.  | v %   | Pořadí | Mandát |
| ---------- | ------------------- | ---------- | --- | ------------- | ------------- | ----- | ----- | ------ | ------ |
| 1          | Stanislav Cejpek    |            | 35  | ODS           | ODS           | 3 520 | 6.06  | 2      | *      |
| 3          | Karel Čapka         | MUDr.      | 42  | NK            | BEZPP         | 3 440 | 9.22  | 2      | *      |
| 1          | Marie Černá         | Ing.       | 37  | NK            | BEZPP         | 4 680 | 12.55 | 1      | *      |
| 4          | František Dvořáček  | MUDr.      | 46  | KDU-ČSL       | KDU-ČSL       | 3 166 | 7.58  | 2      | *      |
| 24         | Lubor Herzán        | Ing. arch. | 44  | NK            | BEZPP         | 2 952 | 5.37  | 3      | *      |
| 1          | Pavel Heřman        | MVDr.      | 45  | NK            | ODS           | 5 825 | 10.61 | 1      | *      |
| 3          | Ladislav Hodějovský | MUDr.      | 36  | KDU-ČSL       | KDU-ČSL       | 3 201 | 7.66  | 1      | *      |
| 19         | Jarmila Holubcová   | MUDr.      | 55  | NK            | BEZPP         | 2 984 | 5.43  | 2      | *      |
| 1          | Pavel Janata        | Ing.       | 34  | KDU-ČSL       | KDU-ČSL       | 2 799 | 6.70  | 3      | *      |
| 17         | Karel Kabátek       | MUDr.      | 65  | DŽJ           | DŽJ           | 2 739 | 9.16  | 1      | *      |
| 2          | Martin Klusáček     | Ing.       | 38  | ODA           | ODA           | 2 795 | 7.96  | 1      | *      |
| 2          | Milan Kotík         | Ing.       | 60  | ČSSD          | ČSSD          | 1 752 | 7.34  | 1      | *      |
| 1          | Milan Loukota       |            | 34  | SPR-RSČ       | SPR-RSČ       | 1 655 | 5.86  | 1      | *      |
| 5          | Stanislav Mastný    |            | 46  | ODS           | ODS           | 2 698 | 4.64  | 4      | *      |
| 4          | Jiří Mužík          | MUDr.      | 41  | ODS           | ODS           | 4 087 | 7.04  | 1      | *      |
| 3          | Ivo Novotný         | Ing. CSc.  | 59  | KSČM          | KSČM          | 3 103 | 4.56  | 2      | *      |
| 5          | Jindřich Pařil      | Ing.       | 40  | KSČM          | KSČM          | 3 004 | 4.42  | 4      | *      |
| 1          | Viktor Pavlíček     | Ing.       | 45  | KSČM          | KSČM          | 3 463 | 5.09  | 1      | *      |
| 1          | Jiří Sedlák         | Ing.       | 46  | ODA           | ODA           | 2 603 | 7.41  | 2      | *      |
| 3          | Petr Spilka         | Ing.       | 42  | NK            | ODS           | 2 793 | 5.08  | 4      | *      |
| 2          | Karel Svoboda       |            | 41  | SPR-RSČ       | SPR-RSČ       | 1 475 | 5.23  | 2      | *      |
| 2          | Ludmila Šilhavá     | Mgr.       | 68  | DŽJ           | DŽJ           | 1 735 | 5.80  | 2      | *      |
| 2          | Pavel Uhlíř         |            | 56  | ODS           | ODS           | 3 325 | 5.72  | 3      | *      |
| 2          | Milan Ustohal       | RSDr.      | 53  | KSČM          | KSČM          | 3 006 | 4.42  | 3      | *      |
| 1          | Vojtěch Vymětal     | Ing.       | 45  | ČSSD          | ČSSD          | 1 674 | 7.01  | 2      | *      |

## Volby do zastupitelstva obce v roce 1998

### Výsledky

#### Seznam zastupitelů
| Poř. číslo | Kandidát            | Kandidát  | Věk | Navrh. strana | Polit. přísl. | Hlasy | Hlasy | Pořadí | Mandát |
| Poř. číslo | Jméno, příjmení     | Tituly    | Věk | Navrh. strana | Polit. přísl. | abs.  | v %   | Pořadí | Mandát |
| ---------- | ------------------- | --------- | --- | ------------- | ------------- | ----- | ----- | ------ | ------ |
| 2          | Marek Buš           | Mgr.      | 34  | NK            | BEZPP         | 2 450 | 7.07  | 2      | *      |
| 1          | Marie Černá         | Ing.      | 41  | NK            | BEZPP         | 3 529 | 10.18 | 1      | *      |
| 4          | František Dvořáček  | MUDr.     | 50  | KDU-ČSL       | KDU-ČSL       | 2 578 | 6.99  | 2      | *      |
| 7          | Karel Dvořáček      | Mgr.      | 57  | ODS           | ODS           | 1 997 | 4.96  | 3      | *      |
| 2          | Ludmila Gordonová   |           | 39  | NK            | BEZPP         | 1 095 | 6.74  | 2      | *      |
| 3          | Helena Havránková   | MUDr.     | 49  | ČSSD          | ČSSD          | 2 475 | 6.64  | 2      | *      |
| 3          | Ladislav Hodějovský | MUDr.     | 40  | KDU-ČSL       | KDU-ČSL       | 2 504 | 6.79  | 3      | *      |
| 1          | Milan Chloupek      | Ing.      | 47  | US-DEU        | US-DEU        | 1 491 | 6.82  | 2      | *      |
| 1          | Pavel Janata        | Ing.      | 38  | KDU-ČSL       | KDU-ČSL       | 3 215 | 8.72  | 1      | *      |
| 3          | František Kazda     | JUDr.     | 55  | KSČM          | KSČM          | 1 980 | 4.35  | 4      | *      |
| 4          | Milan Kotík         | Ing.      | 64  | ČSSD          | ČSSD          | 2 219 | 5.95  | 3      | *      |
| 1          | Petr Látal          | MUDr.     | 49  | DEU           | DEU           | 1 401 | 14.10 | 1      | *      |
| 2          | Stanislav Mastný    |           | 50  | ODS           | ODS           | 1 865 | 4.63  | 4      | *      |
| 1          | Miloš Mašek         |           | 53  | ČSSD          | ČSSD          | 2 618 | 7.02  | 1      | *      |
| 3          | Jiří Mužík          | MUDr.     | 45  | ODS           | ODS           | 2 449 | 6.08  | 1      | *      |
| 2          | Ivo Novotný         | Ing. CSc. | 62  | KSČM          | KSČM          | 2 234 | 4.91  | 2      | *      |
| 1          | Miroslav Petrů      | Ing.      | 38  | NK            | BEZPP         | 1 630 | 10.03 | 1      | *      |
| 5          | Petr Spilka         | Ing.      | 46  | US-DEU        | BEZPP         | 1 497 | 6.85  | 1      | *      |
| 1          | Ludmila Šilhavá     | Mgr.      | 72  | SŽJ           | SŽJ           | 967   | 8.61  | 1      | *      |
| 19         | Jiří Špaček         | MUDr.     | 46  | NK            | BEZPP         | 1 918 | 5.53  | 3      | *      |
| 2          | Karel Štefl         | Mgr.      | 57  | ČSSD          | ČSSD          | 1 956 | 5.25  | 4      | *      |
| 1          | Karel Tvrdý         | RSDr.     | 49  | KSČM          | KSČM          | 2 251 | 4.94  | 1      | *      |
| 1          | Pavel Uhlíř         |           | 60  | ODS           | ODS           | 2 247 | 5.58  | 2      | *      |
| 4          | Milan Ustohal       | RSDr.     | 57  | KSČM          | KSČM          | 2 099 | 4.61  | 3      | *      |
| 1          | Evžen Žamberský     | Ing.      | 71  | MoDS          | MoDS          | 802   | 15.20 | 1      | *      |

## Volby do zastupitelstva obce v roce 2002

Volby do zastupitelstev obcí 2002 – přehled volebních okrsků ve městě Třebíči podle vítěze.
Volební účast: 35,75 %.
KSČM 20,57 %, 6 mandátů;
ČSSD 16,02 %, 5 mandátů;
ODS 15,21 %, 4 mandáty;
SNK Břehy 13,14 %, 4 mandáty;
KDU-ČSL 10,16 %, 3 mandáty;
Sdružení nezávislých 9,94 %, 3 mandáty;
Moravská demokratická strana a nezávislí kandidáti „Třebíč 2002 – 2006“ 6,74 %, 2 mandáty.

### Situace před volbami
Volby se v roce 2002 konaly 1. a 2. listopadu, nově byla zavedena pětiprocentní uzavírací klauzule a byla nově použita k přepočtu hlasů na mandáty d'Hondtova metoda, dříve byla používána metoda Saint-Laguë. Do třebíčského zastupitelstva kandidovalo celkem 11 stran a hnutí, byly mezi nimi všechny tehdy zastoupené strany v Poslanecké sněmovně Parlamentu ČR, tj. Česká strana sociálně demokratická, Občanská demokratická strana, Křesťanská demokratická strana - Československá strana lidová, Komunistická strana Čech a Moravy a Unie Svobody - Demokratická unie, dále kandidovaly i menší strany či hnutí, tj. Strana zelených, Pravý blok, Občanská a demokratická aliance, Sdružení nezávislých kandidátů Břehy, Sdružení nezávislých - politické hnutí a Moravská demokratická strana a nezávislí kandidáti „Třebíč 2002 – 2006“. Celkem kandidovalo 275 kandidátů, všechny strany obsadily všechna možná místa na kandidátce (tj. 27 kandidátů), jen ODA obsadila pouze 5 kandidátů. Nejstarším kandidátem byl 81letý Zdeněk Rada (ČSSD) a nejmladším byl Jan Jahoda (SZ). Na kandidátkách figurovalo 25 % žen.

### Výsledky voleb
Volební účast ve městě Třebíč byla 35,75 %, v Kraji Vysočina volební účast dosáhla 55 %, v ČR celkem 45,51 %. Do zastupitelstva byli zvoleni kandidáti z celkem 7 stran či hnutí. Nejvyšší počet preferenčních hlasů získal tehdejší starosta Miloš Mašek (ČSSD). Zastupitelstvo určilo celkem 4 dlouhodobě uvolněné členy zastupitelstva, jednalo se o starostu a tři místostarosty, ustavující zastupitelstvo se konalo 13. listopadu 2002, Rada měla celkem 9 členů. Starostou se stal opět Miloš Mašek, místostarosty se stali Radek Číhal, Stanislav Mastný a Jan Karas. Koaliční jednání probíhala, kdy jejich výsledkem byla koalice ČSSD, ODS, KDU-ČSL a SNK Břehy, v opozici tak skončily strany či hnutí KSČM, Sdružení nezávislých a Moravská demokratická strana a nezávislí kandidáti „Třebíč 2002 – 2006“.

### Činnost zastupitelstva
Mezi lety 2002 a 2006 docházelo k několika kauzám, které zapříčinily spory v koalici i v jednotlivých stranách, primárně v ČSSD. V tomto volebním období došlo k mnoha investicím primárně v oblasti cestovního ruchu, neboť v roce 2003 byly zapsány některé z třebíčských památek do seznamu světového dědictví UNESCO, v Třebíči byla založena příspěvková organizace KVIZ (tj. Kulturní, vzdělávací a informační zařízení), tři turistická informační centra a bylo také dostavěno divadlo Pasáž a dobudováno komunitní centrum Hájek. Město se také stalo jedním ze subjektů, jenž založily Západomoravskou vysokou školu a sloučilo dvě jím zřizované základní školy v jednu (ZŠ Kubišova a ZŠ Václavské náměstí v ZŠ Horka-Domky). Během volebního období došlo k třem změnám v podobě zastupitelstva, rezignovala jedna zastupitelka za ČSSD a dva zastupitelé za SNK Břehy. Došlo k několika rozporům a kauzám, rozhodně nejvýraznější byla tzv. kauza Vídeňský rybník, která nadále pokračovala i v dalším volebním období.
Další spory se týkaly financování a provozu Západomoravské vysoké školy, která byla založena městem, Hospodářskou komorou Třebíč a společností Vivat Academia v roce 2003, původně měla škola být financována výlučně ze soukromých prostředků, to se již zpočátku ukázalo jako nemožné, kdy škola nebyla pozitivně hodnocena a školné bylo pro většinu studentů příliš vysoké (v prvních letech 67 tisíc Kč ročně). V roce 2005 rektor požádal o příspěvek 1,6 milionu Kč z důvodu možného rozšíření studijních oborů. V koalici se rozhořely spory, kdy někteří (primárně Jiří Karas z KDU-ČSL) byli proti financování, v roce 2006 však došlo k udělení dotace 1 milionu Kč i přes spory. Rektor spolu se zastupiteli však uvažovali i nadále o zrušení školy či o jejím sloučení jako fakulty pod některou z větších škol. Nakonec k tomu nedošlo, spory trvaly nadále.
V červenci roku 2005 bylo radou navrženo prodat pozemky v oblasti zvané Vídeňský rybník. Prioritou nabídky byla cena a postavení supermarketu v městské části Borovina, kdy nejvyšší nabídku potvrdila společnost Agile (44,4 milionu Kč) a Lima Real (30 milionů Kč, 100 metrová komunikace a 3,5 milionu dotace SK Horácké Slavii Třebíč), město přislíbilo pozemky společnosti Lima Real. V létě roku 2006 byly změněny podmínky prodeje, kdy byl posunut termín kolaudace a byl povolen prodej pozemku už po zajištění stavebního povolení a ne až po kolaudaci. Později byl termín kolaudace posunut radou města znovu posunut a bylo umožněno pozemky prodávat postupně. V září roku 2006 byl zakoupen první pozemek společností Lima Real za 7,5 milionu Kč, kdy obratem byl tentýž pozemek prodán společnosti Lidl Česká republika a to za 27 milionů Kč. Město nakonec utržilo od firmy Lima Real celkem 37,5 milionu Kč, kdy ta pozemky prodala za 59 milionů Kč. V roce 2007 po dostavbě obchodních domů došlo k problémům s nestihnutým termínem kolaudace a také byly postaveny nepovolené příjezdové cesty, byla požadována pokuta 10,4 milionů Kč, kdy však toto rozhodnutí bylo zrušeno, mimo jiné z toho důvodu, že Lima Real byla v insolvenci. Touto záležitostí se zabývala i Transparency International, kdy ta podala trestní oznámení na neznámého pachatele.

### Seznam zastupitelů
1. Ing. Bohumil Bobek
2. Ing. Marie Černá
3. Ing. Radek Číhal
4. Mgr. Julie Dolejší
5. Mgr. Karel Dvořáček
6. MUDr. Helena Havránková
7. Ing. Pavel Janata (KDU-ČSL)
8. Ing. František Jonáš, CSc. (ČSSD)
9. Ing. Jan Karas (KDU-ČSL)
10. JUDr. František Kazda (KSČM)
11. Ing. Jan Lukášek
12. Stanislav Mastný (ODS)
13. Miloš Mašek (ČSSD)
14. Ing. Ivo Novotný, CSc.
15. Petr Ondráček
16. Ing. Miroslav Petrů
17. Mgr. Miloš Samek
18. Ing. Zdeněk Studenec (ČSSD)
19. MUDr. Hana Šmardová
20. Jiří Špaček
21. Ing. Milan Šťastný
22. RSDr. Karel Tvrdý
23. Jan Uher (SNK Břehy)
24. RSDr. Milan Ustohal
25. Ing. Karel Vaverka
26. Ing. Miroslav Zahrádka
27. Milan Zeibert (SNK Břehy)

## Volby do zastupitelstva obce v roce 2006

Volby do zastupitelstev obcí 2006 – přehled volebních okrsků ve městě Třebíči podle vítěze.
Volební účast: 41,4 %.
ODS 20,06 %, 6 mandátů;
KSČM 16,64 %, 5 mandátů;
ČSSD 14,14 %, 4 mandáty;
Heřman zpátky na radnici! 18,08 %, 5 mandátů;
Strana zelených a Břehy 11,69 %, 3 mandáty;
KDU-ČSL 9,19 %, 2 mandáty;
SNK Evropští demokraté 6,55 %, 2 mandáty.

### Situace před volbami
Volby v roce 2006 se konaly 20. a 21. října 2006, do třebíčského zastupitelstva kandidovaly opět parlamentní strany i jiná hnutí či strany, tj. Česká strana sociálně demokratická, Občanská demokratická strana, Křesťanská demokratická unie-Československá strana lidová a Komunistická strana Čech a Moravy, dále kandidovaly hnutí či strany neparlamentní, tj. Sdružení nezávislých kandidátů Evropští demokraté, Pravý blok, Demokratická unie České republiky a Nezávislí kandidáti, Strana zelených a nezávislí kandidáti Břehy, VIVA Třebíč a Heřman zpátky na radnici!. Všechny strany kromě hnutí VIVA Třebíč obsadily všechny kandidáty (tj. 27 kandidátů), VIVA Třebíč obsadila pouze 9 kandidátů. Nejmladším kandidátem byl 18letý Štěpán Zacha (SNK ED), nejstarším byl 78letý Vladimír Vlček (VIVA Třebíč). Občanská demokratická aliance v těchto volbách nesestavila vlastní kandidátku, její členové však figurovali na kandidátních listinách jiných stran, tj. na kandidátních listinách VIVA Třebíč a SZ a NK Břehy. Stejně tak vlastní kandidátní listinu nesestavila Unie svobody - Demokratická unie, její kandidáti se objevili na kandidátních listinách hnutí Heřman zpátky na radnici!. Na kandidátních listinách figurovalo 26,9 % žen.

### Výsledky voleb
Volební účast ve městě Třebíč byla 41,4 %, v Kraji Vysočina dosáhla 54,08 % a v ČR celkem 46 %. Do zastupitelstva byli zvoleni kandidáti z celkem 7 stran či hnutí, nejvyšší počet hlasů získala ODS (20,06 %), kdy se oproti předchozím volbám změnil vítěz voleb, v předchozích volbách zvítězila ČSSD. Získala tak 6 mandátů v zastupitelstvu, na druhém místě se umístilo hnutí Heřman zpátky na radnici!, kdy to obdrželo celkem 18,06 % a získala tak 5 mandátů, stejný počet mandátů pak získala i KSČM, ČSSD získala 4 mandáty a SZ a NK Břehy získala 3 mandáty, KDU-ČSL a SNK ED získaly po dvou mandátech. Nejvyšší počet preferenčních hlasů získal Pavel Heřman (HZNR). Koaliční jednání probíhala složitě a dlouho, kdy výsledkem byla menšinová koalice stran ČSSD, ODS a KDU-ČSL, kdy existence byla tolerována s tichou podporou KSČM. Ustavující jednání zastupitelstva se konalo 6. listopadu a následně 22. listopadu 2006, starostou byl zvolen Ivo Uher (ODS), dlouhodobě uvolněnými místostarosty se stali Jan Karas (KDU-ČSL), Stanislav Mastný (ODS) a Miloš Mašek (ČSSD), celkem bylo ustanoveno 7 radních.

### Povolební vyjednávání
V rámci povolebního vyjednávání se snažili koalici utvořit i pravicové vítězné strany, tj. ODS a Heřman zpátky na radnici!, nicméně dohromady tyto hnutí získaly pouze 11 mandátů, navíc ODS prohlašovalo, že pravicovými stranami jsou pouze ODS, SNK ED a KDU-ČSL, že HZNR není pravicovou stranou. Koaliční jednání tak ODS a HZNR vedly jednání o možné koalici s SZ a NK Břehy, ODS však chtělo do koalice i KDU-ČSL, HZNR a SZ a NK Břehy chtěly do koalice přizvat SNK ED, celkem by tak měla koalice složená z těchto hnutí 18 členů. ODS však měla problémy vnitřní, kdy na počet preferenčních hlasů nejúspěšnější kandidátka Jaromíra Hanáčková a další oponent vedení třebíčské odnože strany Pavel Pacal oponovali vedení a Jaromíra Hanáčková požadovala ze své pozice pozici starostky a Pavel Pacal pozici radního. Na prvním ustavujícím zastupitelstvu, které se konalo 6. listopadu se tak nedospělo k dohodě a bylo odloženo o 14 dní. Do povolebního vyjednávání vstoupil i tehdejší hejtman Kraje Vysočina a regionální předseda ODS Miloš Vystrčil, ten navrhl koalici ODS, HZNR, SZ a NK Břehy a navrhl dvě možné varianty vedení, v jedné měl být starostou Ivo Uher, v druhé měl být starostou člen ODS, místostarostou také člen ODS s možností veta, pokud by ostatní koaliční strany nesouhlasili s volbou místostarosty či starosty.
Zastupitelé ODS však tyto varianty neodsouhlasili a tak vyjednávání převzala předsedkyně třebíčské odnože ODS Simona Kafoňková, navrhla koalici stran a hnutí ODS, HZNR, SZ a NK Břehy a ČSSD, kdy starostou by byl člen ODS, místostarosty by byli členové HZNR, SZ a NK Břehy a ČSSD. Tuto variantu však neodsouhlasili zastupitelé hnutí HZNR a SZ a NK Břehy, tyto subjekty nechtěly mít v koalici ČSSD. Druhá část ustavujícího jednání zastupitelstva se konala 22. listopadu 2006 a nebylo rozhodnuto, jak postupovat dál – koaliční dohoda tak byla vytvořena se stejnými subjekty jako v minulém volebním období, tj. koaličními subjekty byly ODS, ČSSD a KDU-ČSL s podporou KSČM a to i přes to, že celorepublikový kongres ODS místním odnožím zakázal spolupracovat na lokálních úrovních s KSČM. Ustavující zasedání zastupitelstva se konalo s velkou účastí veřejnosti, kdy obyvatelé prezentovali transparenty a plakáty, zasedání pak také opustili členové hnutí Heřman zpátky na radnici!, SZ a NK Břehy, SNK ED a 2 členové ODS – odchod z jednání měl být protestem proti spolupráci ODS a koalice s KSČM. Starostou byl pak zvolen Ivo Uher, místostarosty Jan Karas (KDU-ČSL), Stanislav Mastný (ODS) a Miloš Mašek (ČSSD) – všichni získali plný počet hlasů od zbylých zastupitelů.

### Činnost zastupitelstva
Během volebního období došlo ke změnách v zastupitelstvu, rezignovali dva členové ČSSD, po jednom členovi KSČM, KDU-ČSL a HZNR, z pozice radního odešel Vítězslav Čech (ČSSD), byl nahrazen Vladimírem Malým, z rady odešel také Daneš Burket. Během volebního období gradovala situace spojená s tzv. kauzou Vídeňský rybník, tj. s prodejem pozemků na jihu města. O prodeji pozemků a možné korupci informoval kontroverzní redaktor Horáckých novin František Ryneš, ten měl z těchto důvodů být fyzicky inzultován a posléze se na jednání zastupitelstva vydali reportéři České televize (David Macháček), reportáž byla nazvána "Ostří hoši z Třebíče" a v reportáži je uvedeno, že vedení města s reportéry nechce komunikovat, starosta reportérům nechtěl odpovídat na jejich otázky a vyhrožoval tím, že na reportéry České televize zavolá městskou policii, radní Stanislav Mastný přímo vyzval reportéry, aby vypadli ze sálu. Městská policie byla zavolána a vyvedla a identifikovala reportéry. Posléze byla svolána tisková konference města k tomuto tématu, kdy se vyjádřili o tom, že reportáž vyzněla tendenčně. Česká televize tak uspořádala promítání celé nesestříhané reportáže v Třebíči, aby dokázala opak.
Později se opozice pokusila odvolat tehdejšího starostu Ivo Uhra, to se však nepovedlo, pro odvolání se vyslovilo pouze 9 zastupitelů, posléze byl i odvolán tiskový mluvčí Ivan Přibík, kdy ten měl být cenzurován starostou města Ivo Uhrem. Dne 10. prosince 2007 byla uspořádána demonstrace za odstoupení starosty a místostarostů, demonstrace se zúčastnilo přibližně 1500 občanů a Ivo Uher reagoval tím, že odstoupení odmítl, při dalším pokusu o odvolání starosty dne 13. prosince 2007 se pro odvolání vyslovilo 11 zastupitelů, dalších 10 se zdrželo.

### Seznam zastupitelů
1. Ing. Bc. Jaromír Barák (HZNR)
2. Ing. Libor Březina (ČSSD)
3. Ing. Daneš Burket, Ph.D. (ODS)
4. Ing. Marie Černá (SNK-ED)
5. Ing. Radek Číhal (SNK-ED)
6. Naděžda Dobešová (ČSSD)
7. Mgr. Julie Dolejší (KSČM)
8. Jaromíra Hanáčková (dříve ODS, nyní bezpartajní)
9. MVDr. Pavel Heřman (HZNR)
10. Bc. Hana Houzarová (SZ a SNK Břehy)
11. Ing. Pavel Janata (KDU – ČSL)
12. Bc. Simona Kafoňková (ODS)
13. Ing. Jan Karas	(KDU-ČSL)
14. Hana Máchalová (KSČM)
15. Vladimír Malý (ČSSD)
16. Stanislav Mastný (ODS)
17. Miloš Mašek (ČSSD)
18. Mgr. Pavel Pacal (dříve ODS, nyní bezpartajní)
19. Zdeněk Procházka (KSČM)
20. Mgr. Marie Rynešová (HZNR)
21. MVDr. Jolana Smolová (HZNR)
22. Petr Škarabela (HZNR)
23. Ing. Ivo Uher (ODS)
24. Jan Uher (SZ a SNK Břehy)
25. RSDr. Milan Ustohal (KSČM)
26. Ing. Miroslav Zahrádka (KSČM)
27. Milan Zeibert (SZ a SNK Břehy)

## Volby do zastupitelstva obce v roce 2010

Volby do zastupitelstev obcí 2010 – výsledky voleb v Třebíči.
Volební účast: 43,08 %.
ODS 8,28 %, 2 mandáty;
KSČM 11,84 %, 3 mandáty;
ČSSD 14,92 %, 5 mandátů;
Heřman zpátky na radnici! 13,08 %, 4 mandáty;
Břehy 7,75 %, 2 mandáty;
KDU-ČSL 8,06 %, 2 mandáty;
Pro Třebíč 10,19 %, 3 mandáty;
Věci Veřejné 7,72 %, 2 mandáty;
TOP 09 8,5 %, 2 mandáty;
Třebíč - můj domov 7,49 %, 2 mandáty;

### Situace před volbami
V roce 2010 bylo zvoleno celkově páté postkomunistické městské zastupitelstvo, v počtu 27 zastupitelů. Navýšení z 25 zastupitelů proběhlo dle vyhlášky města z 16. června 2006 již ve čtvrtém zastupitelstvu. Starostou v letech 2006 až 2010 byl Ivo Uher (ODS), 1. místostarostou byl zvolen Miloš Mašek (ČSSD) a dalšími místostarosty byli zvoleni Stanislav Mastný (ODS) a Jan Karas (KDU-ČSL). Redaktoři Horáckých novin kritizovali současné vedení města, za to, že byli zvoleni komunisty a v těchto letech proběhlo i několik sporů redaktora Františka Ryneše s vedením města. Také ke konci roku 2007 proběhla kauza Vídeňský rybník, která byla zpracována Českou televizí, jejíž redaktoři byli městskou policií vykázáni z veřejné schůze městského zastupitelstva. Na schůzi se projednával prodej městských pozemků firmě Lima Real a jejich údajně neoprávněný prodej za nižší cenu v roce 2005. Proběhli protesty občanů a podpisové akce, které vyzývaly radní k odstoupení a posléze i vysvětlení rady města. V dubnu 2008 bylo na některé městské zastupitele podáno prostřednictvím organizace Transparency International v rámci boje proti korupci ve státní správě trestní oznámení Na začátku března roku 2010 vystoupili někteří členové zastupitelstva z ODS a rozhodli se založit nové politické hnutí s názvem Pro Třebíč, 26. dubna téhož roku lídr a zakladatel hnutí Pavel Pacal oznámil, že hodlá v příštím volebním období kandidovat na starostu města. K počátku května bylo oznámeno i založení regionální buňky politického hnutí TOP 09, její předsedou byl zvolen ředitel OA Dr. Albína Bráfa Pavel Svoboda. K uzávěrce změn na kandidátních listinách kandidovalo v Třebíči celkem 314 kandidátů na celkem 12 kandidátkách, dalšími novými uskupeními jsou sdružení Třebíč – můj domov (lídr Marie Černá), Věci Veřejné (lídr Martin Svoboda) a Suverenita-blok J.Bobošíkové (lídr Martina Kršňáková).

### Koalice a starosta
Podle prohlášení Pavla Heřmana jednalo o koalici šest sdružení (Heřman zpátky na radnici, Pro Třebíč, Třebíč-můj domov, Břehy, Věci Veřejné a TOP 09), v pondělí po volebním víkendu (18. října) se jednalo o programu této koalice. V úvahu na místo starosty tak po volbách přicházel lídr nejsilnější strany Pavel Heřman nebo lídr druhé nejsilnější strany Pro Třebíč – Pavel Pacal, ten již dříve projevil svůj zájem o post starosty. Podle iDNES.cz v pátek v noci došlo k podpisu koaliční smlouvy šesti zmíněných sdružení, starostou se tak stal Pavel Heřman, 1. místostarostou Pavel Pacal a dalšími místostarosty se stali Milan Zeibert a na půl úvazku Pavel Svoboda a Marie Černá. Jako starosta byl vybrán Pavel Heřman, jako první místostarosta Pavel Pacal, druhým místostarostou byl zvolen Milan Zeibert a místostarosty na poloviční úvazek byli vybráni Pavel Svoboda a Marie Černá. Podle bývalého starosty a senátora Pavla Janaty je tento stav přinejmenším na vážnou debatu, protože zákon nezná půlúvazkového místostarostu. Neuvolněnými radními byli vybráni Jolana Smolová, Jaromíra Hanáčková, Martin Svoboda a Petr Kotačka. Na ustavující schůzi zastupitelstva ve čtvrtek 11. listopadu 2010 byl starostou zvolen MVDr. Pavel Heřman, přičemž zastupitelé vybírali z celkem tří různých kandidátů, byli jimi Pavel Heřman (HZNR), Pavel Pacal (ProTr) a Vladimír Malý (ČSSD). Městská rada byla rozšířena na maximální zákonem povolený počet členů, na devět.
Po volbách, které vyhrála ČSSD, se začala uvažovat koalice šesti menších stran. Starostou se tak měl stát Pavel Heřman nebo Pavel Pacal. Starostou byl na ustavující schůzi zvolen Pavel Heřman, místostarosty byli zvoleni Pavel Pacal, Milan Zeibert, Pavel Svoboda a Marie Černá.

### Seznam zvolených zastupitelů
1. Ing. Bohumil Bobek (KDU-ČSL)
2. Ing. Daneš Burket Ph.D. (Pro Třebíč)
3. Ing. Marie Černá (bezpartijní, zvolena za Třebíč – můj domov)
4. Ing. Radek Číhal (bezpartijní, zvolený za Třebíč – můj domov)
5. Naděžda Dobešová (bezpartijní, zvolena za ČSSD)
6. Mgr. Karel Dolák (ODS)
7. Mgr. Julie Dolejší (KSČM)
8. Bc. Jaromíra Hanáčková (Pro Třebíč)
9. Ing. Irena Hejzlarová (TOP 09)
10. MVDr. Pavel Heřman (bezpartijní, zvolený za HEŘMAN ZPÁTKY NA RADNICI!)
11. MUDr. Karel Janíček (bezpartijní, zvolený za KDU-ČSL)
12. MUDr. Petr Kotačka (VV)
13. Vladimír Malý (ČSSD)
14. Ing. Danuše Milotová (KSČM)
15. Soňa Olivová (ČSSD)
16. Mgr. Pavel Pacal (Pro Třebíč)
17. Mgr. Marie Rynešová (bezpartijní, zvolena za HEŘMAN ZPÁTKY NA RADNICI!)
18. MVDr. Jolana Smolová (bezpartijní, zvolena za HEŘMAN ZPÁTKY NA RADNICI!)
19. Ing. Martin Svoboda (VV)
20. RNDr. Pavel Svoboda (TOP 09)
21. Petr Škarabela (bezpartijní, zvolený za HEŘMAN ZPÁTKY NA RADNICI!)
22. Ing. Milan Šťastný (bezpartijní, zvolený za Břehy)
23. Ing Radim Švejda (ČSSD)
24. Ing. Ivo Uher (ODS)
25. Ing. Petr Vašíček (ČSSD)
26. Ing. Miroslav Zahrádka (KSČM)
27. Milan Zeibert (bezpartijní, zvolený za Břehy)

## Volby do zastupitelstva obce v roce 2014

Volby do zastupitelstev obcí 2014 – výsledky voleb v Třebíči.
Volební účast: 35,19 %.
ODS, 4,01 %, 0 mandátů
TOP 09, 3,31 %, 0 mandátů
Svobodní, 2,58 %, 0 mandátů
Volba TR, 6,76 %, 2 mandáty
KSČM, 12,18 %, 4 mandáty
ČSSD, 11,38 %, 3 mandáty
ANO 2011, 11,35 %, 3 mandáty
KDU-ČSL, 9,32 %, 3 mandáty
Pro Třebíč, 9,72 %, 3 mandáty
Třebíč Občanům, 8,79 %, 3 mandáty
Břehy, 8,88 %, 3 mandáty
Třebíč Můj Domov, 6,46 %, 2 mandáty
Ta Naše Třebíč, 5,17 %, 1 mandát

### Situace před volbami
Před volbami proběhla značná politická kampaň, kdy se prezentovala většina z kandidujících subjektů. Několik dní před volbami dorazil do poštovních schránek leták, který měl v plánu zkompromitovat lídra hnutí Třebíč občanům! Jaromíra Baráka, kdy ten byl zobrazen jako bojový pes ovládaný třebíčským novinářem.
Obdobně byl anonymně kritizován lídr třebíčské odnože ODS Martin Hladík, kdy mu anonymové vytýkali nekompletní životopis a působení v údajně nesolidních společnostech. Také byl podobně kritizován kandidát skupiny volbaTr a místostarosta v předchozím volebním období Pavel Svoboda, kdy tomu byl vyčteno anonymem působení ve více stranách či uskupeních.
Negativní kampaň proběhla i jako oficiální kampaň jednoho z hnutí, konkrétně Třebíč občanům! prezentovalo mapu třebíčského klientelismu, kde přímo kritizovali několik investic města v předchozím volebním období.

### Koalice a starosta
Třebíčský deník zmínil, že koalice vedoucí město v předchozím volebním období by i nadále spolupracovala ráda, nicméně součet mandátů současné koalice je pouhých 11, což není většinou. Pravděpodobné je, že v budoucí koalici nezasedne KSČM a hnutí Třebíč občanům!, dle Třebíčského deníku je možné, že v koalici spolu s předchozími členy zasednou členové KDU-ČSL či ČSSD.
Dle Třebíčského deníku je možné vytvořit 3 různé koalice, kdy ty by měly podobu:
- Pro Třebíč, Břehy, Třebíč můj domov, volbaTR, Ta naše Třebíč a ČSSD
- Pro Třebíč, Břehy, Třebíč můj domov, volbaTR, ČSSD a KDU-ČSL
- ANO 2011, KDU-ČSL, ČSSD, kdy ta by potřebovala další členy.

Starostou by v případě první koalice mohl být dle Třebíčského deníku Pavel Pacal, v případě druhé a třetí koalice to není jasné.
V polovině října probíhalo další jednání o možné koalici, kdy koalice z předchozího volebního období chtěla pokračovat ve své práci, získala však pouze 11 mandátů a nezískala tak nadpoloviční počet mandátů. Uskupením, které mělo doplnit stávající koalici o potřebný počet mandátů k sestavení koalice měla být KDU-ČSL. Spekulovalo se také o spolupráci s ANO 2011 či případně s ČSSD.
27. října 2014 vyšlo prohlášení, že se jednání o koalici vrací zpět na začátek, neboť žádná z možných povolebních situací není schopna sestavit větší než minimální většinu (v případě Třebíče je minimální většinou 14 zastupitelů). Z důvodu tzv. křehké koalice z jednání s koalicí z předchozího volebního období ustoupili zastupitelé zvolení za KDU-ČSL, kdy Pavel Janata tuto situaci uvedl slovy: "Nelíbí se nám koalice, která má 14 mandátů. To je hrozně křehká a riskantní většina. Stačí, aby na zastupitelstvo nedorazil jediný člen takové koalice a je problém". Dle dalších lídrů třebíčských hnutí a uskupení se jednání o povolební situaci v Třebíči protáhnout a není jasné, kdy skončí. Situaci také mohla zkomplikovat stížnost jednoho z občanů Třebíče, kdy si stěžoval na to, že někteří voliči volili v jiném volebním okrsku, než by měli. Tato stížnost však byla uvedena jako neopodstatněná, nebude tedy mít na výsledky voleb do místního zastupitelstva vliv.
Ke konci měsíce října došlo k předběžné koaliční dohodě šesti stran (ČSSD, ANO 2011, KDU-ČSL, Břehy, Třebíč můj domov a Volba TR), kdy tyto se dohodli na spolupráci s většinou ve výši 16 mandatů. V opozici tak zůstaly hnutí a strany KSČM, Pro Třebíč, Třebíč občanům! a Ta naše Třebíč. O volbě starosty se bude rozhodovat na ustavujícím zastupitelstvu, to se mělo původně konat 6. listopadu. Z důvodu stížnosti na výsledek voleb, o které rozhoduje Krajský soud v Brně bude ustavující zastupitelstvo posunuto na 20. listopadu. 6. listopadu byla uvedena zpráva, že novým starostou by se měl stát Pavel Janata (tj. lídr KDU-ČSL), ten starostou byl i mezi lety 1998 a 2000. V rámci domluvené koaliční smlouvy došlo i ke změně počtu místostarostů města Třebíče na tři (Vladimír Malý za ČSSD, Zuzana Kratochvílová za ANO 2011, Milan Zeibert za Břehy), součástí rady města budou i dva uvolnění radní (Pavel Heřman za Volba TR a Marie Černá za Třebíč můj domov) a tři neuvolnění radní (Josef Klíma za KDU-ČSL, Petr Vašíček za ČSSD a zatím neznámý radní za ANO 2011).
Na ustavujícím zastupitelstvu 20. listopadu 2014 došlo ke zvolení starosty města Pavla Janaty a tří místostarostů, jsou jimi Vladimír Malý, Pavel Pacal a Milan Zeibert, byli zvoleni i další radní, kterými jsou dva uvolnění radní Pavel Heřman a Marie Černá, neuvolněnou radní byla zvolena Naděžda Dobešová. Konečná koalice se liší od koalice uvažované v předchozích dnech. Strany, jež sestavily koalici jsou KDU-ČSL, ČSSD, Pro Třebíč, Břehy, volbaTR, Třebíč můj domov. Zvolení starosty i dalších členů rady mělo posléze poklidný průběh, problémem se při diskuzích ukázal jen počet uvolněných radní, který byl označen jako nestandardní. K začátku ledna 2016 rezignoval zastupitel Miloslav Josífko (zvolený za ANO 2011), dle vlastních slov rezignoval z důvodu, že nepovažuje za morálně udržitelné setrvávat ve hnutí ANO 2011 z důvodu "techtle mechtle" na vyšších místech. Na uvolněné místo zastupitele nastoupí 28. ledna 2016 další zvolená v pořadí Marta Vondráčková. Dne 8. prosince 2016 došlo ke snížení počtu uvolněných místostarostů, kdy se za Pavla Pacala, který přijal místo náměstka hejtmana kraje Vysočina, stane místostarostkou Marie Černá. Pavel Pacal nadále bude neuvolněným radním, kdy si ponechává kompetence v oblasti incomingu a školství.

### Seznam zvolených zastupitelů
1. Ing. Bc. Jaromír Barák (STAN, zvolen za Třebíč občanům!)
2. Ing. Daneš Burket, Ph.D. (Pro Třebíč)
3. Ing. Marie Černá (bezpartijní, zvolena za Třebíč můj domov)
4. Ing. Radek Číhal (bezpartijní, zvolen za Třebíč můj domov)
5. Naděžda Dobešová (ČSSD)
6. Mgr. Julie Dolejší (KSČM)
7. Mgr. Pavel Franěk (bezpartijní, zvolen za ANO 2011)
8. Bc. Jaromíra Hanáčková (Pro Třebíč)
9. MVDr. Pavel Heřman (bezpartijní, zvolen za volbaTR)
10. Mgr. Hana Houzarová (SZ, zvolena za Břehy)
11. Ing. Pavel Janata (KDU-ČSL)
12. Ing. Miloslav Josífko (ANO 2011), do 28. ledna 2016, posléze Marta Vondráčková (ANO 2011)[50]
13. Ing. Josef Klíma (bezpartijní, zvolen za KDU-ČSL)
14. Ing. Zuzana Kratochvílová (bezpartijní, zvolena za ANO 2011)
15. MUDr. Ondřej Križan (bezpartijní, zvolen za KDU-ČSL)
16. Vladimír Malý (ČSSD)
17. Hana Máchalová (bezpartijní, zvolena za KSČM)
18. Ing. Danuše Milotová (KSČM)
19. Mgr. Pavel Pacal (Pro Třebíč)
20. MVDr. Jolana Smolová (bezpartijní, zvolena za volbaTR), do 15. února 2017,[52] novým zastupitelem se měl stát Pavel Svoboda (1. náhradník), ten na mandát rezignoval, dalším náhradníkem je Jan Burda, ten slib složil 16. března.[53]
21. Ing. Martin Svoboda (Ta naše Třebíč)
22. Ing. Alexandra Svobodová (bezpartijní, zvolena za Třebíč občanům!)
23. RNDr. Rostislav Štork, Ph.D. (bezpartijní, zvolen za Třebíč občanům!)
24. Ing. Milan Šťastný (bezpartijní, zvolen za Břehy)
25. RSDr. Milan Ustohal (KSČM)
26. Ing. Petr Vašíček (ČSSD)
27. Milan Zeibert (bezpartijní, zvolen za Břehy)

## Volby do zastupitelstva v roce 2018

Volby do zastupitelstev obcí 2018 – výsledky voleb v Třebíči.
Volební účast: 39,79 %.
ODS a TnT-Společně za Třebíč!, 7,25 %, 2 mandáty
Společně otevřeme Třebíč, 8,87 %, 2 mandáty
KSČM, 8,27 %, 2 mandáty
ČSSD, 6,18 %, 2 mandáty
ANO 2011, 14,64 %, 4 mandáty
KDU-ČSL, 10,11 %, 3 mandáty
Pro Třebíč, 10,59 %, 3 mandáty
Třebíč Občanům, 15,84 %, 5 mandátů
Břehy, 8,96 %, 2 mandáty
Třebíč Můj Domov, 6,13 %, 2 mandáty
SPDTO, 3,14 %, 0 mandátů

### Situace před volbami
V únoru roku 2018 byla ustavena místní buňka České pirátské strany. Strana se chce zapojit do veřejného dění. V únoru 2018 také bylo oznámeno, že se do voleb zapojí i SPD, ostatní strany, které se voleb hodlají účastnit prohlásily, že se stranou nechtějí spolupracovat. Kandidovat bude také spolek volba TR, kde byl lídrem bývalý starosta Pavel Heřman, ten prohlásil, že již nechce být lídrem kandidátky a nechce se nadále věnovat placené funkci v komunální politice. Uskupení Třebíč můj domov jedná o společné kandidátce nebo spolupráci s uskupením volba TR. Stejně tak místní buňka ODS řeší, zda se do komunálních voleb s nějakým subjektem spojit, v posledních volbách neuspěla. Uskupení Pro Třebíč, kde je lídrem Pavel Pacal, půjde do komunálních voleb samostatně, případně bude jednat o podpoře STAN, stejně tak jde do voleb jako samostatný subjekt ANO 2011, ČSSD a KSČM. Uskupení Břehy prozatím neví, jak bude postupovat, pravděpodobně však půjdou do voleb také pod svojí hlavičkou. Samostatně půjdou do voleb zřejmě i KDU-ČSL, kdy lídr Pavel Janata bude obhajovat křeslo starosty. Uskupení Třebíč občanům prozatím neví, jak bude řešit kandidaturu do komunálních voleb, skupina byla nucena ukončit spolupráci se STAN, tak lídr Jaromír Barák prohlásil, že se možná spojí s nějakým registrovaným politickým subjektem. Kandidovat se chystá i uskupení Ta naše Třebíč s lídrem Martinem Svobodou. TOP 09 sestavilo společnou kandidátku s Pirátskou stranou.
Lídrem KDU-ČSL do voleb bude dosavadní starosta města Pavel Janata.
Město Třebíč oznámilo, že v příštím volebním období se volí 27 členů zastupitelstva.
Celkem bylo schváleno 11 kandidátních listin. Na kandidátní listině ANO 2011 je na prvním místě předseda oblastního sdružení strany Miloš Hrůza. Za sdružení Břehy je na prvním místě kandidátky současný místostarosta Milan Zeibert. Za ČSSD je na prvním místě místostarosta Vladimír Malý. Za KSČM je na první místě zastupitelka Julie Dolejší. Za KDU-ČSL je na prvním místě současný třebíčský starosta Pavel Janata. Strana ODS a sdružení Ta naše Třebíč kandidují na společné kandidátce jako sdružení ODS a TnT - Společně za Třebíč!, na prvním místě kandidátky je předsedkyně oblastního sdružení ODS Martina Bártová a na druhém místě zakladatel sdružení Ta naše Třebíč a zastupitel Martin Svoboda. Za sdružení Pro Třebíč je na prvním místě radní a náměstek hejtmana Pavel Pacal. Česká pirátská strana a TOP 09 kandidují společně jako sdružení Společně otevřeme Třebíč, na prvním místě je Roman Pašek za ČPS a na druhém místě je Zdeněk Jakšík za TOP 09. Za stranu Svoboda a přímá demokracie - Tomio Okamura (SPD) je na prvním místě Michal Galbavý. Za sdružení Třebíč můj domov je na prvním místě zastupitel Jan Burda. Za sdružení Třebíč Občanům! je na prvním místě zastupitel Jaromír Barák.

### Situace po volbách
V první den voleb se v některých okrscích pohybovala volební účast kolem 25 %. Vítěznou stranou voleb se stalo uskupení Třebíč občanům!, lídr uskupení Jaromír Barák získal také nejvíce preferenčních hlasů. Uskupení je známo tím, že bylo v předchozím volebním období nejhlasitější a nejsilnější opoziční stranou. Získalo 5 mandátů. Druhý nejvyšší volební výsledek získalo ANO 2011 a získalo 4 mandáty, 3 mandáty následně získaly uskupení Pro Třebíč a strana KDU-ČSL. Dva mandáty pak získaly subjekty Společně pro Třebíč (společný projekt Pirátské strany a TOP 09, KSČM, Břehy, ČSSD, ODS společně s hnutím Ta naše Třebíč a Třebíč můj domov. Jedinou neúspěšnou stranou se stala SPD.
Lídr Jaromír Barák naznačil, že by koalici mohl zkusit složit s Piráty nebo Břehy. Lídr KDU-ČSL Pavel Janata prohlásil, že je s volebním výsledkem spokojen. Dle povolebních vyjednávání bude v Třebíči vládnou koalice o sedmi členech, kdy její součástí nebude vítězné hnutí Třebíč Občanům!, KSČM a hnutí TOP 09 a Pirátské strany Společně otevřeme Třebíč. V koalici budou hnutí a strany KDU-ČSL, ANO, ČSSD, Pro Třebíč, Břehy, Třebíč můj domov a Společně pro Třebíč. Celkem tato koalice získá 18 z 27 hlasů. Celkem budou na radnici působit čtyři uvolnění radní a to ze stran ANO, Pro Třebíč, KDU-ČSL a ČSSD, ostatní členové koalice budou mít radní neuvolněné. Místostarostou tak nadále nebude současný místostarota Milan Zeibert, kdo bude starostou není k 14. říjnu zřejmé. K 17. říjnu stále není zřejmé, kdo by mohl být starostou, zmiňována jsou jména Miloš Hrůza, Pavel Janata a Pavel Pacal. Dne 18. října bylo uvedeno, že městská rada bude devítičlenná, starostou se má stát Pavel Pacal, prvním místostarostou by měl být Miloš Hrůza, který kandidoval za sdružení ANO 2011, pozici starosty Pacalovi přepustil výměnou za další místo v radě města. Dalšími místostarosty mají být Pavel Janata a Vladimír Malý. Pavel Pacal od krajských voleb v roce 2016 působí jako náměstek hejtmana Kraje Vysočina, této funkce chce zanechat a věnovat se pozici starosty města Třebíče. Dalšími radními by měli být Jan Burda, Martina Bártová, Zuzana Kratochvílová, Milan Zeibert a Svatava Křížová. Milan Zeibert byl dříve místostarostou, nyní by měl být řadovým neuvolněným radním. Stejně tak mají být i další řadoví radní neuvolnění. Koaliční smlouva by měla být sepsána ke konci října roku 2018, podepsána byla 22. října. Ustavující schůze zastupitelstva by měla být svolána na 1. listopadu 2018. Ustavující schůze zastupitelstva bude muset být svolána na pozdější termín, neboť byla podána stížnost na průběh voleb v Třebíči. Soud musel o stížnosti rozhodnou do dvaceti dnů, nejbližším termínem tak mělo být 8. listopadu 2018, případně i později. Stížnost byla 8. listopadu 2018 zamítnuta.
Starostou by měl být Pavel Pacal, který byl v roce 2016 zvolen do zastupitelstva Kraje Vysočina, kde zastával pozici náměstka hejtmana kraje. Lídr Pirátů v Třebíči Roman Pašek však podal soudní stížnost na neplatnost voleb, a Pavel Pacal se tak prozatím nerozhodl opustit svoji funkci na Krajském úřadě. Obával se toho, že by při případném úspěchu stížnosti nebyl starostou a ani náměstkem hejtmana. Starostové a nezávislí navíc tak získají více času na to, aby našli náhradu za Pavla Pacala do pozice náměstka hejtmana Kraje Vysočina. Pacal však prohlásil, že nechce působit na dvou placených pozicích. Ustavující schůze zastupitelstva byla svolána na 20. listopadu 2018.
Na ustavující schůzi byl starostou zvolen Pavel Pacal, získal 20 z 27 hlasů. Také oznámil, že po dohodě s klubem Starostů a nezávislých zůstal v pozici náměstka hejtmana Kraje Vysočina, pouze změní statut pozice z uvolněné na neuvolněnou. Dále byli zvoleni tři místostarostové: Pavel Janata, Miloš Hrůza a Vladimír Malý. To, že starosta Pacal si chce ponechat neuvolněnou funkci hejtmana se nelíbí jak opozici v zastupitelstvu Kraje Vysočina, tak i opozici v zastupitelstvu třebíčském. Hejtman kraje Vysočina prohlásil, že nevidí problém v souběhu dvou funkcí. Pacal prohlásil, že finanční hledisko není důležité, prohlásil, že adekvátně posílí podporu charitativním organizacím. Radní kraje Vysočina toto posvětili a Pacal tak zůstává náměstkem hejtmana kraje i starostou.

#### Kompetence radních
K 22. říjnu 2018 byly rozděleny kompetence radních, budoucí starosta Pavel Pacal by se měl zabývat kanceláří vedení města, tiskovým oddělením, financemi města, incomingem, rozvojem města a škostvím. První místostarosta Miloš Hrůza se bude zabývat řízením městské policie, investicemi města, kulturou a sociálními věcmi. Další místostarosta Pavel Janata bude řídit správu městského majetku, odpadové hospodářství, městskou zeleň, vodárenství a památkovou péči, Vladimír Malý se bude zabývat dopravou, městskou hromadnou dopravou, veřejným osvětlením, městským mobiliářem a městskými lesy. Neuvolnění radní se budou také nově zabývat některými oblastmi, Milan Zeibert se bude věnovat sportu a volnočasovými aktivitami, Zuzana Kratochvílová se bude věnovat problémům městských částí, Jan Burda se bude věnovat grantovému systému města a tzv. Zdravému městu, tomu se bude věnovat i Svatava Křížová a Martina Bártová se bude věnovat prevenci kriminality.

### Seznam zvolených zastupitelů
1. Ing. Bc. Jaromír Barák (bezpartijní, zvolen za Třebíč občanům!)
2. Mgr. Martina Bártová (ODS, zvolena za ODS a TnT-Společně za Třebíč)
3. Bc. Jan Burda (SNK ED, zvolen za Třebíč můj domov)
4. Ing. Marie Černá (SNK ED, zvolena za Třebíč můj domov)
5. Naděžda Dobešová (ČSSD)
6. Mgr. Julie Dolejší (KSČM)
7. Mgr. Marie Dudíková (KDU-ČSL)
8. Mgr. Pavel Franěk (ANO), rezignoval na mandát zastupitele 22. května 2019, nahradila ho náhradnice Zuzana Hambálková (ANO)[73]
9. Zuzana Hambálková (ANO)[73]
10. Bc. Jaromíra Hanáčková (Pro Třebíč)
11. Miloš Hrůza (ANO)
12. Ing. Pavel Janata (KDU-ČSL)
13. Ing. Jakub John (ODS, zvolen za ODS a TnT-Společně za Třebíč)
14. Ing. Josef Klíma (KDU-ČSL)
15. Ing. Zuzana Kratochvílová (ANO)
16. MUDr. Svatava Křížová (bezpartijní, zvolena za Břehy)
17. Blanka Kutinová (bezpartijní, zvolena za Třebíč občanům!)
18. Vladimír Malý (ČSSD)
19. Hana Máchalová (KSČM)
20. Stanislav Neuman (Piráti)
21. Aleš Novák (OSB, zvolen za Třebíč občanům!)
22. Mgr. Pavel Pacal (Pro Třebíč)
23. Roman Pašek (Piráti)
24. Ing. Alexandra Svobodová (bezpartijní, zvolena za Třebíč občanům!)
25. RNDr. Rostislav Štork, Pd.D. (bezpartijní, zvolen za Třebíč občanům!)
26. Pavel Švec (ANO)
27. MVDr. Zdeněk Vedral (Pro Třebíč)
28. Milan Zeibert (bezpartijní, zvolen za Břehy)

## Volby do zastupitelstva v roce 2022

Volby do zastupitelstev obcí 2022 – výsledky voleb v Třebíči.
Volební účast: 42,25 %.
ODS a TnT, 4,77 %, 0 mandátů
PIRÁTI A NEZÁVISLÍ, 4,70 %, 0 mandátů
KSČM, 3,12 %, 0 mandátů
TSD-Třebíč sociálně demokrat., 2,53 %, 0 mandátů
ANO 2011, 21,36 %, 8 mandátů
KDU-ČSL, 6,25 %, 2 mandáty
Pro Třebíč, 20,85 %, 8 mandátů
Třebíč Občanům!, 14,42 %, 5 mandátů
Břehy, 5,30 %, 2 mandáty
Třebíč Můj Domov, 3,72 %, 0 mandátů
SPD s podporou Trikolory, 7,47 %, 2 mandáty
Občané patrioti, 1,39 %, 0 mandátů
Domov pro Třebíč, 0,93 %, 0 mandátů
TOP 09, 3,16 %, 0 mandátů

V roce 2022 budou kandidovat do zastupitelstva podobné subjekty, jako v roce 2018. Kandidaturu v červnu 2022 potvrdilo hnutí Pro Třebíč s lídrem Pavlem Pacalem, hnutí ANO 2011 s lídrem Milošem Hrůzou, strana KDU-ČSL s lídrem Pavlem Janatou, strana ČSSD (jako Třebíč sociálně demokratická) s lídrem Vladimírem Malým, strana ODS (jako ODS + Ta naše Třebíč) s lídryní Martinou Bártovou, hnutí Třebíč můj domov s lídrem Janem Burdou, hnutí Třebíč občanům! s lídrem Jaromírem Barákem, strana TOP 09 s lídrem Rostislavem Štorkem, strana Piráti (jako Piráti a nezávislí) s lídryní Petrou Kopečkovou a strany či hnutí prozatím s neznámým čelem kandidátky SPD, KSČM a Břehy. Lídryní KSČM se stala Hana Máchalová (nahradila dlouholetou lídryni Julii Dolejší), lídrem SPD byl lékař Václav Lhotský a lídrem hnutí Břehy Milan Zeibert. Celkem podalo kandidátku v Třebíči 14 sdružení, což je nejvíce od Sametové revoluce.

### Situace po volbách
Již od počátku sčítání voleb vítězilo hnutí ANO 2011, na druhém místě se drželo uskupení Pro Třebíč. Celkové výsledky dopadly obdobně, na prvním místě bylo hnutí ANO 2011, to získalo 21 procent a osm mandátů, stejný počet mandátů a téměř 21 procent hlasů získalo i hnutí Pro Třebíč. Třetí nejvyšší zisk hlasů mělo hnutí Třebíč občanům!, to získalo 5 mandátů, po dvou mandátech získaly ještě KDU-ČSL, hnutí Břehy a koalice SPD s podporou Trikolory. Lídr ANO 2011, Miloš Hrůza, prohlásil, že si nedovede představit povolební spolupráci s hnutím Třebíč občanům! (TO!), lídr hnutí TO! Jaromír Barák prohlásil, že je s výsledkem spokojený. Lídr hnutí Pro Třebíč a stávající starosta Pavel Pacal prohlásil, že si dovede představit pokračování dřívější koalice.
Jaromír Barák prohlásil, že je jasné, že TO! zůstává v opozici, Pavel Pacal prohlásil, že nebude o koalici jednat s SPD a ani s TO!, Miloš Hrůza odmítl spolupráci s TO!. Dne 26. září Pavel Pacal odmítl komentovat, zda se bude ucházet o post starosty, byť získal největší počet preferenčních hlasů, ale hnutí Pro Třebíč nezískalo největší počet hlasů. Dne 30. září oznámil Miloš Hrůza, že koalice bude pokračovat v podobě ANO 2011, Pro Třebíč a KDU-ČSL, koalice tak bude mít 18 z 27 mandátů. Původně se uvažovalo i o koalici s hnutím Břehy, ale tato jednání nedopadla. Na začátku října roku 2022 bylo oznámeno, že post starosty chtělo získat ANO 2011 i hnutí Pro Třebíč, nakonec bylo oznámeno, že v radě města bude mít 4 mandáty strana ANO 2011 i hnutí Pro Třebíč, KDU-ČSL získá jeden mandát. Starostou města zůstal Pavel Pacal, 1. místostarostou se opět stane Miloš Hrůza, o pozici starosty rozhodl počet preferenčních hlasů. Neuvolněným místostarostou se stal Pavel Franěk z ANO 2011, dalším místostarostou byl zvolen Pavel Janata z KDU-ČSL. Zasedání ustavujícího zastupitelstva bylo naplánováno na 20. října.
Rada města byla nakonec schválena ve složení Pavel Pacal (starosta), Miloš Hrůza (1. místostarosta), Pavel Janata (místostarosta), Pavel Franěk (místostarosta), Zuzana Kratochvílová, Tomáš Chlachula, Eva Vaňková, Jaromíra Hanáčková a Jan Urbánek. Před ustavujícím zasedáním zastupitelstva se dva zvolení zastupitelé vzdali mandátu, byli jimi Jaroslav Bohutínský (toho nahradil Zdeněk Kratochvíl) a Antonín Mládek (toho nahradila Renata Špačková). Po krajských volbách v roce 2024, kdy místostarostové za ANO Pavel Franěk a Miloš Hrůza byli zvoleni do Rady kraje, by oba tito místostarostové měli odejít z pozice ve vedení města. Jedním z místostarostů by se mohl stát Tomáš Chlachula, druhým Zuzana Kratochvílová. Novou místostarostkou se k 12. prosinci stala radní Zuzana Kratochvílová, ta nastoupila na místo po Pavlovi Fraňkovi, Miloš Hrůza na pozici uvolněného radního zůstává i přes angažmá v radě kraje Vysočina.

### Seznam zvolených zastupitelů
1. Ing. Jaromír Barák (bezpartijní, zvolen za Třebíč občanům!)
2. Jaroslav Bohutínský (bezpartijní, zvolen za Břehy, vzdal se mandátu[84])
3. Mgr. Karel Dolák (bezpartijní, zvolen za Pro Třebíč)
4. Mgr. Marie Dudíková (KDU-ČSL)
5. Mgr. Pavel Franěk (ANO 2011)
6. Bc. Jaromíra Hanáčková (bezpartijní, zvolen za Pro Třebíč)
7. Miloš Hrůza (ANO 2011)
8. Tomáš Chlachula (ANO 2011)
9. Ing. Pavel Janata (KDU-ČSL)
10. Mgr. Adam Joura (bezpartijní, zvolen za Pro Třebíč)
11. Mgr. Simona Kafoňková (Trikolora, zvolena za SPD s podporou Trikolory)
12. Bc. Anna Kolaříková DiS. (bezpartijní, zvolen za Třebíč občanům!)
13. Zdeněk Kratochvíl (bezpartijní, zvolen za Břehy)[84]
14. Ing. Zuzana Kratochvílová (ANO 2011)
15. Bc. Blanka Kutinová (KAN, zvolena za Třebíč občanům!)
16. MUDr. Václav Lhotský (SPD, zvolena za SPD s podporou Trikolory)
17. JUDr. Antonín Mládek, Ph.D. (bezpartijní, zvolen za Pro Třebíč, vzdal se mandátu[84])
18. Jiří Navrkal (ANO 2011)
19. Stanislav Neuman (bezpartijní, zvolen za Třebíč občanům!)
20. Ing. Aleš Novák (bezpartijní, zvolen za Třebíč občanům!)
21. Petr Ottich (bezpartijní, zvolen za Pro Třebíč)
22. Mgr. Pavel Pacal (STAN, zvolen za Pro Třebíč)
23. Miroslav Prokeš (ANO 2011)
24. Ing. Pavel Řehoř (ANO 2011)
25. Marta Sobotková (bezpartijní, ANO 2011)
26. Renata Špačková (bezpartijní, zvolena za Pro Třebíč[84])
27. Ing. Jan Urbánek (bezpartijní, zvolen za Pro Třebíč)
28. Bc. Eva Vaňková, dipl. um. (bezpartijní, zvolen za Pro Třebíč)
29. Milan Zeibert (bezpartijní, zvolen za Břehy)

## Schůze zastupitelstva
Od roku 2009 se zastupitelstvo schází v budově bývalého Okresního úřadu na Masarykově náměstí v Třebíči. Dříve se dlouhou dobu zastupitelé scházeli ve velkém sále kulturního zařízení Fórum (dřívější Okresní národní výbor). K přesunu došlo z důvodu zastaralého hlasovacího zařízení v původních sálech někdejšího ONV a možnosti využívání původních jednacích sálů bývalého okresního úřadu.
Během pandemie onemocnění covid-19 jednalo zastupitelstvo v nařízených rozestupech a v rouškách.